# Autobús de tránsito rápido

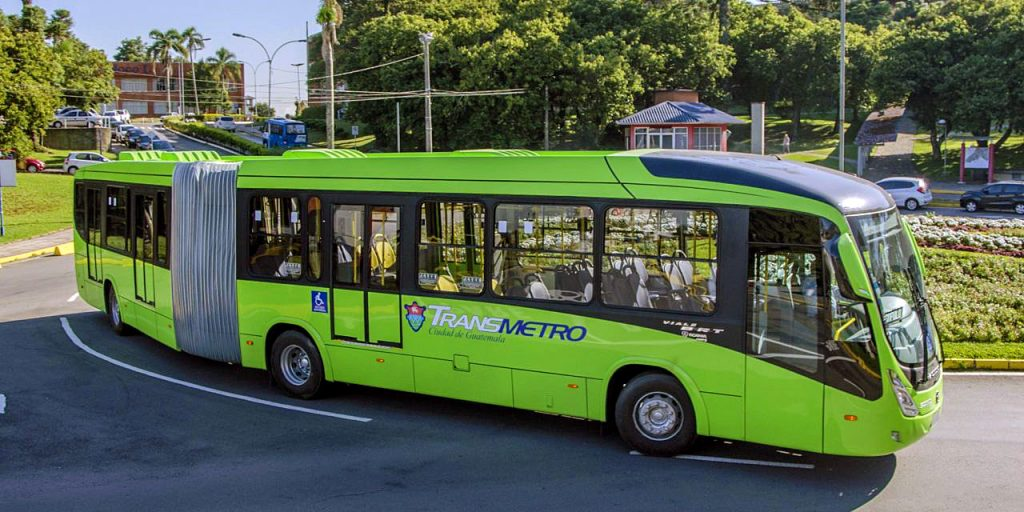
BRT del sistema de Transmetro, en la Ciudad de Guatemala.

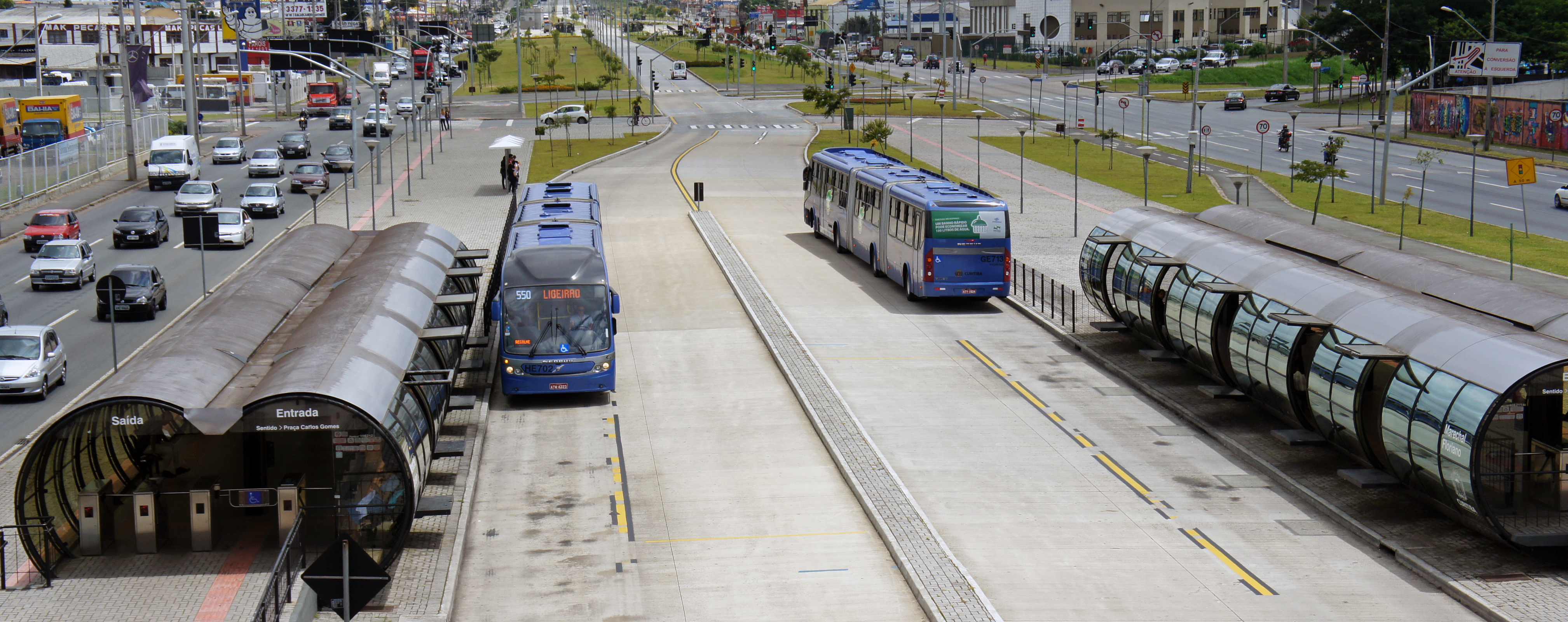
La Red Integrada de Transporte, en Curitiba, transporta al 85% de la población de la ciudad e inspirado en el ENATRU y sirvió de modelo para los sistemas de varias ciudades del mundo.

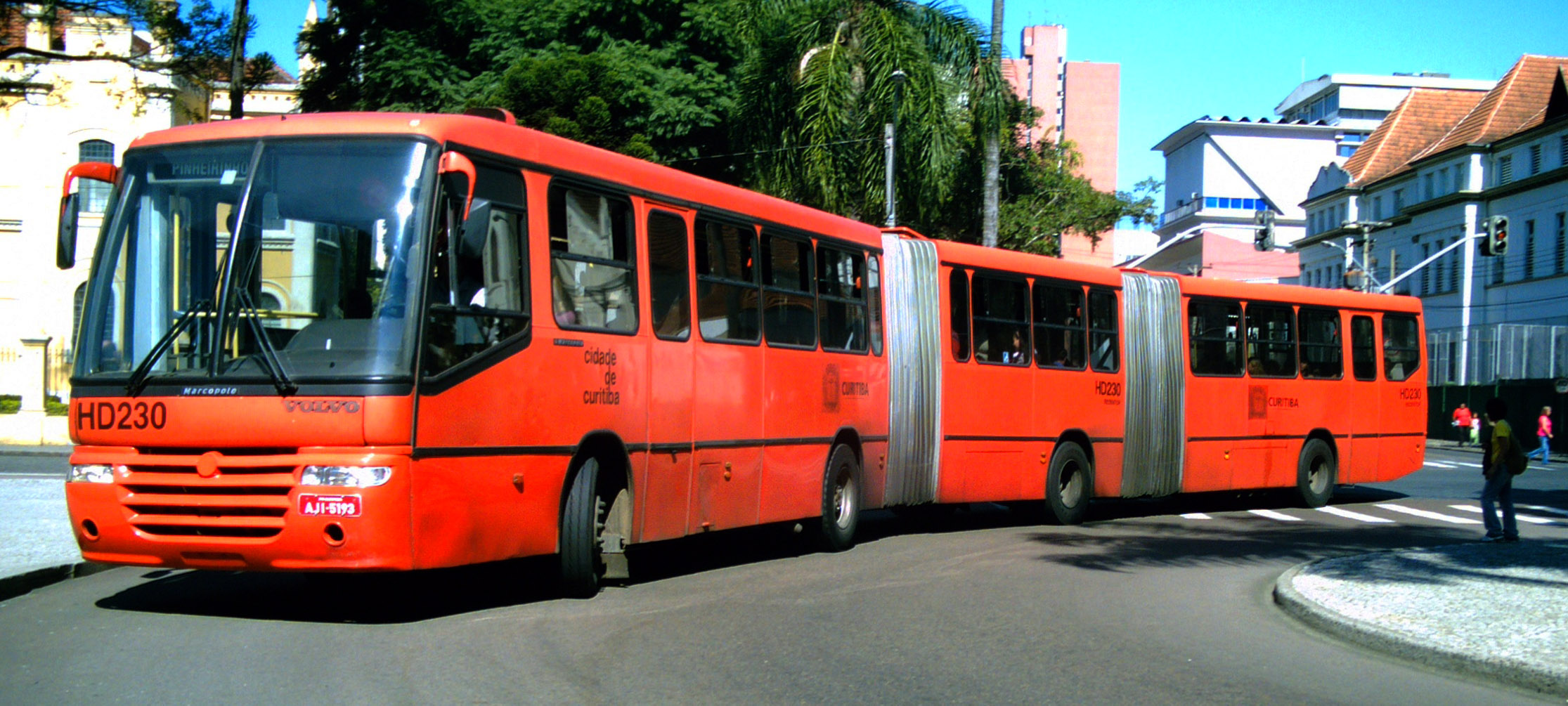
Autobús biarticulado del sistema RIT, en Curitiba.

El sistema de autobús de tránsito rápido (en inglés: Bus rapid transit, BRT), también conocido como metrobús, sistemas de autobús expreso o sistemas de transporte rápidos en autobuses, es un sistema de transporte público masivo basado en autobuses articulados, diseñado específicamente con servicios e infraestructuras para mejorar el flujo de pasajeros. A veces mal descrito como un "metro de superficie", el BRT tiene como objetivo combinar la capacidad y la velocidad del tren ligero o del metro, junto con la flexibilidad, menor costo y otras características de calidad que un sistema de autobuses. convencional.
Los sistemas BTR se caracterizan por transitar generalmente por carriles exclusivos en zonas urbanas. Los carriles suelen estar ubicados en el centro de la calzada. El ingreso a los buses suele hacerse a través de estaciones donde previamente pagan los pasajeros en lugar de realizar el pago en el interior de los buses. Dichas estaciones suelen estar construidas en plataformas a nivel con el piso del bus para reducir el tiempo de embarque y facilitar la accesibilidad a los buses, especialmente de personas discapacitadas o de movilidad reducida. Otro componente de los sistemas BRT es que a menudo se les da prioridad a los buses del sistema en las intersecciones. 
El primer sistema BTR es la Red Integrada de Transporte en Curitiba, Brasil, que entró en servicio en 1974, estableciendo un nuevo formato de transporte, que fue replicado en otras ciudades como el Trolebús de Quito (construido en 1994 con trolebuses), y luego por el TransMilenio en Bogotá, Colombia (abierto en 2000). A partir de la década del 2000 los BTR fueron posteriormente implementados en muchas otras ciudades en todo el mundo.

## Terminología
En el más reciente resumen de investigación académica presenta dos diferentes definiciones de BTR:
1. BTR es un sistema de transporte masivo que puede combinar la calidad del transporte masivo sobre rieles y la flexibilidad del autobús.
2. BRT es un sistema de transporte masivo sobre ruedas que combina estaciones, vehículos, carriles exclusivos, planes operacionales flexibles y tecnologías para un servicio de alta calidad enfocado al usuario, que tiene como características altas frecuencias, altas velocidades, alta capacidad, confort y costo-efectividad.

## Historia

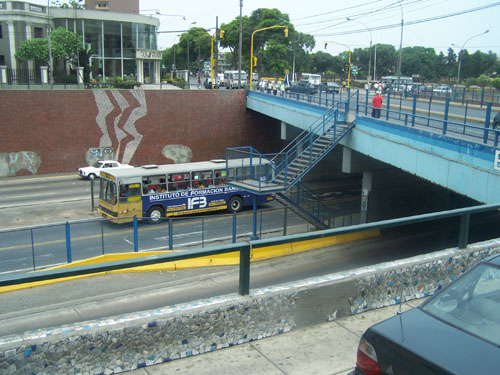
Paradero Bus del ex corredor Enatru (1976 - 1992) en la Vía Expresa de Paseo de la República en la ciudad de Lima, Perú, este corredor antiguo fue remplazado por el Metropolitano.

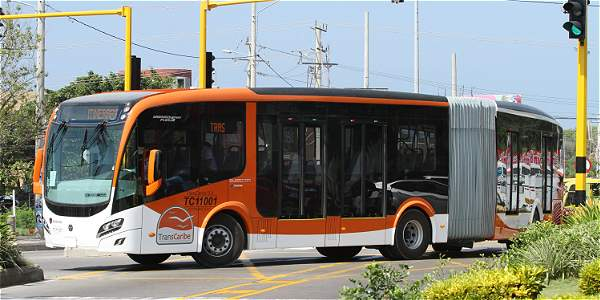
Un autobús articulado de Transcaribe en servicio, en la ciudad colombiana de Cartagena de Indias.

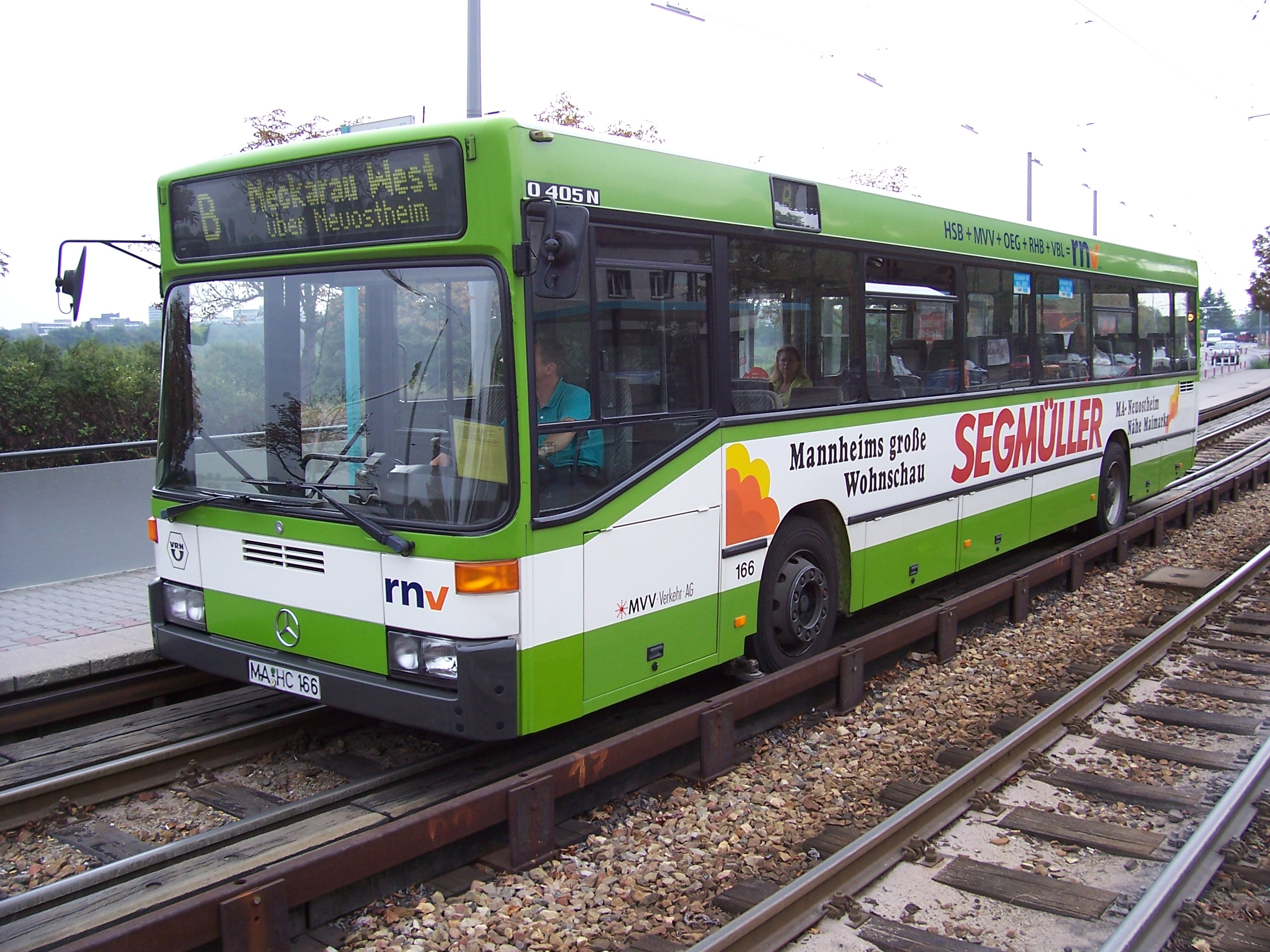
Bus guiado en Alemania.

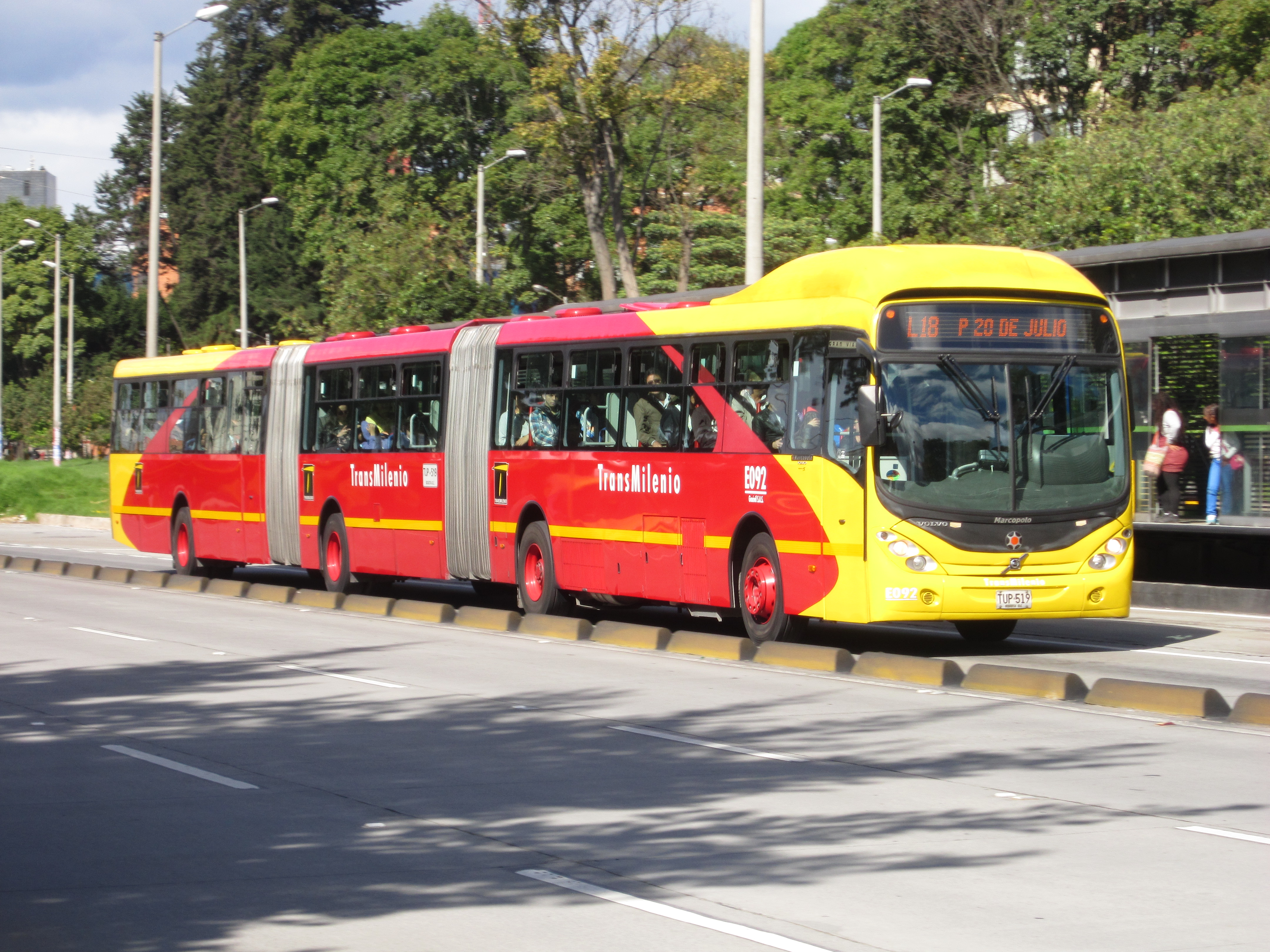
Autobús biarticulado, con una longitud de hasta 30 metros en Bogotá, Colombia.

En sus inicios, el concepto de «carril bus» o carriles destinados solo para autobuses de transporte público se aplicó por primera vez en Chicago, Illinois en 1939. Para el caso de transporte regional, un carril de la autovía «Henry G. Shirley Memorial» entre Washington y Woodbridge, Virginia fue destinado en 1971 solo para buses. El objetivo de esas medidas era poder aislar el transporte público de la congestión del tráfico.
El concepto de BTR fue desarrollado en los años 70 en Brasil) y fue inspirado en el sistema de carriles exclusivos para buses de transporte público de Lima, Perú. Los buses de la empresa estatal ENATRU recorrían la Vía Expresa de Paseo de la República en carriles segregados, sin embargo cuando los buses salían de la Vía Expresa la circulación era compartida con el transporte público convencional. En el Paseo de la República los paraderos estaban espaciados cada 500 metros aproximadamente, se contaba con andenes laterales debajo de los puentes. 
Luego en Curitiba, Brasil.  A diferencia de los sistemas anteriores con carriles exclusivos para buses, se mejora la propuesta al considerar rutas completas de buses con carriles exclusivos, estaciones con pago y validación fuera de buses y por tener estaciones con andén (ver características fundamentales de un sistema BTR). El sistema de Curitiba es un sistema rápido de transporte, frecuentemente llamado «metro en superficie».
Posteriormente en Essen, Alemania y Adelaida, Australia se crearon sistemas de autobuses guiados. Estos sistemas lograron velocidades promedio más altas. Sin embargo la capacidad de pasajeros de estos sistemas era limitada, haciendo que siguieran siendo considerados como de baja capacidad. Incluso en los libros de ingeniería de transporte ("Urban Transit" de V. Vuchic) hasta hace muy poco, se consideraba cualquier sistema de transporte en buses como de baja capacidad.
El aporte que cambió un sistema de buses con derecho de vía segregada, a un sistema masivo de transporte urbano en buses (BTR) fue el acceso al sistema en estaciones con andén, a autobuses de mayor capacidad, realizando el pago de la tarifa en taquillas. La razón es que con estas mejoras, un bus puede transportar 200 personas y en una parada de pocos segundos, varias decenas de pasajeros pueden abordar y desabordar de forma ágil (al estilo metro), proceso que no se podía lograr en un sistema tradicional de buses (con paradas frecuentes, pago y validación en el bus y pocas puertas). Esto llevaba a que la frecuencia de los buses pudiera ser alta, reduciendo los tiempos de espera y generando una capacidad de más de 10 000 pasajeros por hora en un sentido.
El sistema TransMilenio además agregó un componente que permitió multiplicar la capacidad de los sistemas BTR a niveles similares a las de un sistema masivo de transporte sobre rieles, como el metro. La inclusión de carriles de sobrepaso en las estaciones, permitió rutas expresas (que no se detienen en todas las estaciones) y permitió llegar a capacidades de más de 40.000 pasajeros por hora en cada sentido.

## Características
Un sistema BTR tiene las siguientes características:
- Autobuses de gran capacidad (articulados). Sin embargo, existen sistemas que en sus inicios, cuando la demanda no es muy alta, utilizan autobuses sencillos
- Carriles exclusivos (o carriles segregados del tráfico mixto) para autobuses
- Pago de la tarifa y validación del viaje fuera del autobús
- Puntos de paradas fijos con andenes

Adicional a las anteriores características, los BTR pueden tener:
- Autobús padrón que son buses de piso alto, que tienen por el lado izquierdo puertas al nivel de los andenes y por el lado derecho puertas a nivel de la calle.
- Buses de piso bajo con estaciones cerradas a nivel.
- Carriles de sobrepaso en las estaciones, que permite la implementación de servicios expresos, y que aumenta sustancialmente la capacidad del sistema.
- Combinación con Autobús alimentador, que es un servicio que recoge y deja a los pasajeros en una estación o parada de autobús de tránsito rápido.
- Cruce de prioridad, es particularmente útil cuando se implementa junto con carriles o calles dedicadas porque el tráfico de propósito general no interviene entre buses y señales de tráfico
- Plataforma elevadas a la altura del piso de los buses para hacer más ágil el abordaje y mejorar el acceso
- Señal de preferencia para buses: dar un trato preferencial a los buses en las intersecciones como por ejemplo extender la duración del semáforo en verde para los buses, o activación del semáforo en verde cuando se detecta un autobús.

## Ventajas
- Costos de construcción: Depende de las características del sistema BTR, puede llegar a transportar una cantidad de pasajeros de orden similar al de un metro.[4] Sin embargo, los sistemas de BTR son mucho menos costosos en su construcción.

- Independencia de la congestión que se presenta en las calzadas de tráfico mixto, por tener una vía segregada. Ese hecho incide en dos aspectos: Primero en la fiabilidad en los tiempos por no depender de la congestión, lo que lleva a que la planificación de los horarios pueda ser mucho más precisa (que para un sistema de autobuses tradicionales). Segundo, en menores tiempos de viaje, por el hecho de poder circular sin la interferencia del tráfico.

- Menor número de paradas. Los buses de los sistemas BRT, mientras operan dentro de los carriles exclusivos, solo pueden detenerse en estaciones.

- Paradas cortas, es decir, entrada y salida de varias decenas de pasajeros en cortos períodos de tiempo. En la mayoría de los sistemas de autobuses tradicionales ese proceso es lento por el hecho de tener ingreso por una sola puerta para poder pagarle al conductor o validar el tiquete, mientras que el sistema BTR permite a los pasajeros que puedan abordar o desabordar simultáneamente por todas las puertas del bus.

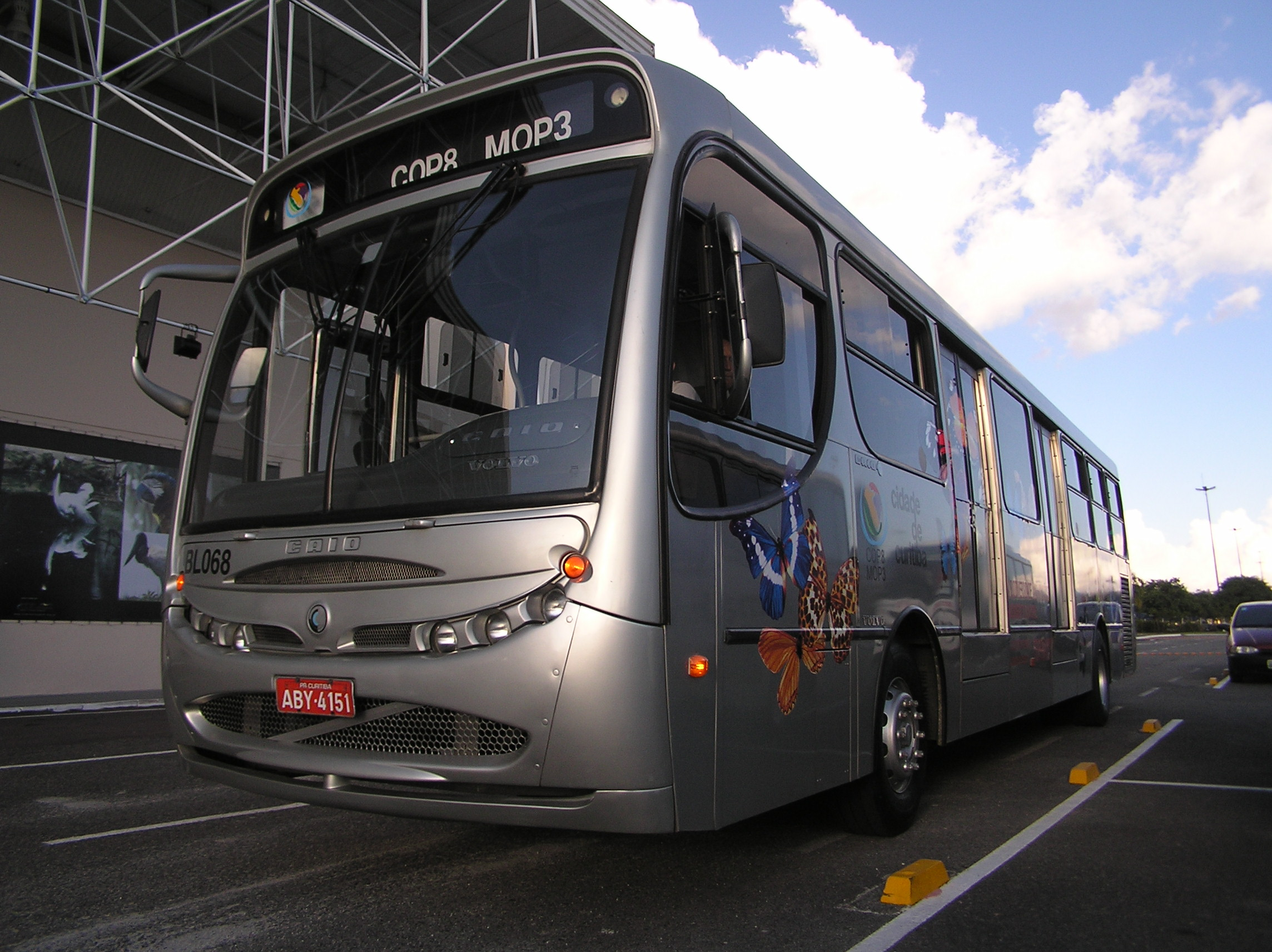
Autobús expreso para uso en plataformas elevadas de estaciones en Curitiba, Brasil.
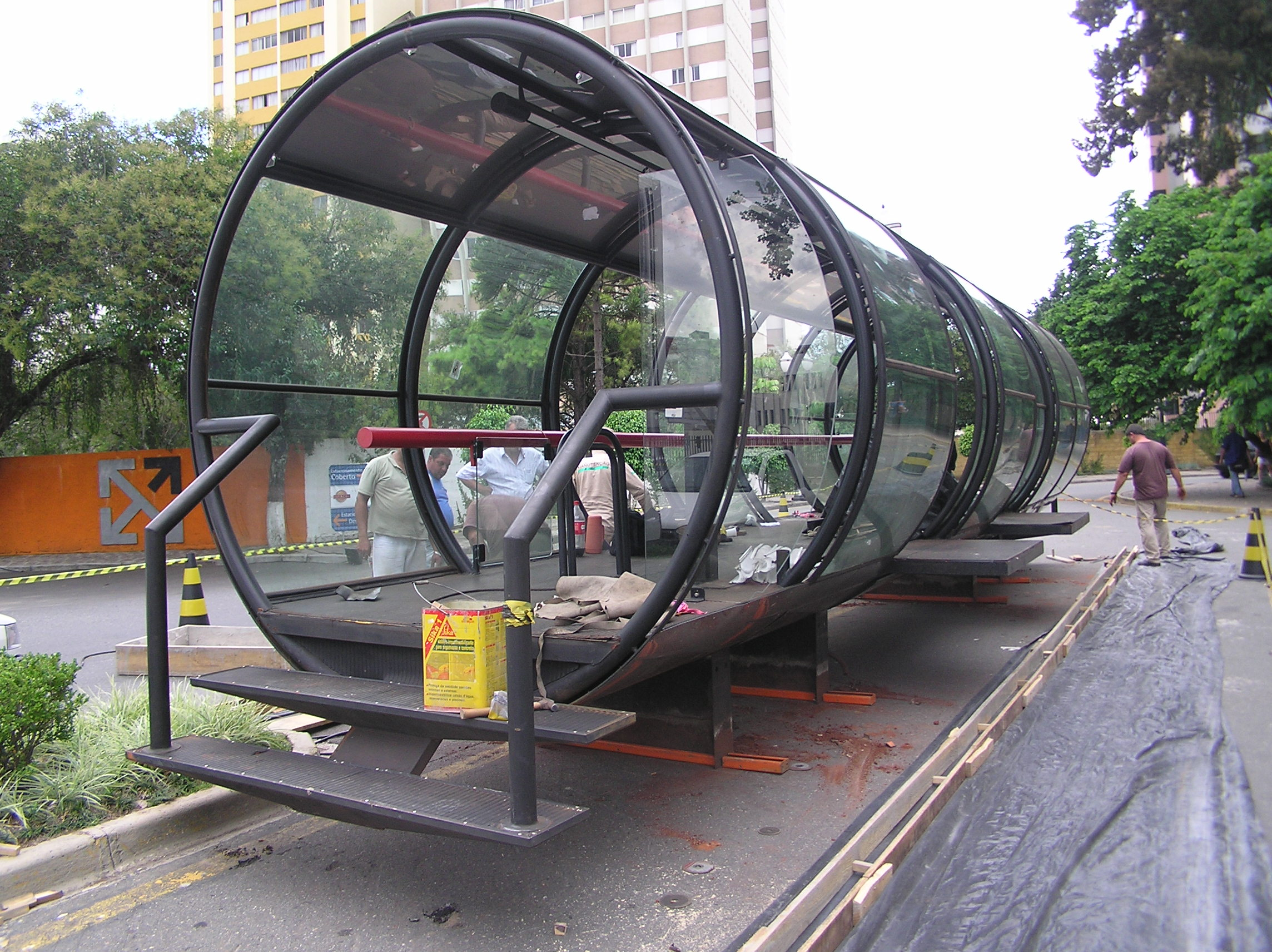
Estación de autobús expreso de Curitiba.
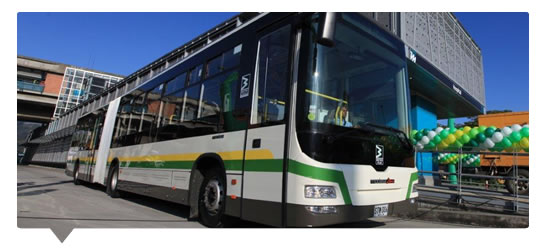
Autobús articulado de la ciudad de Medellín
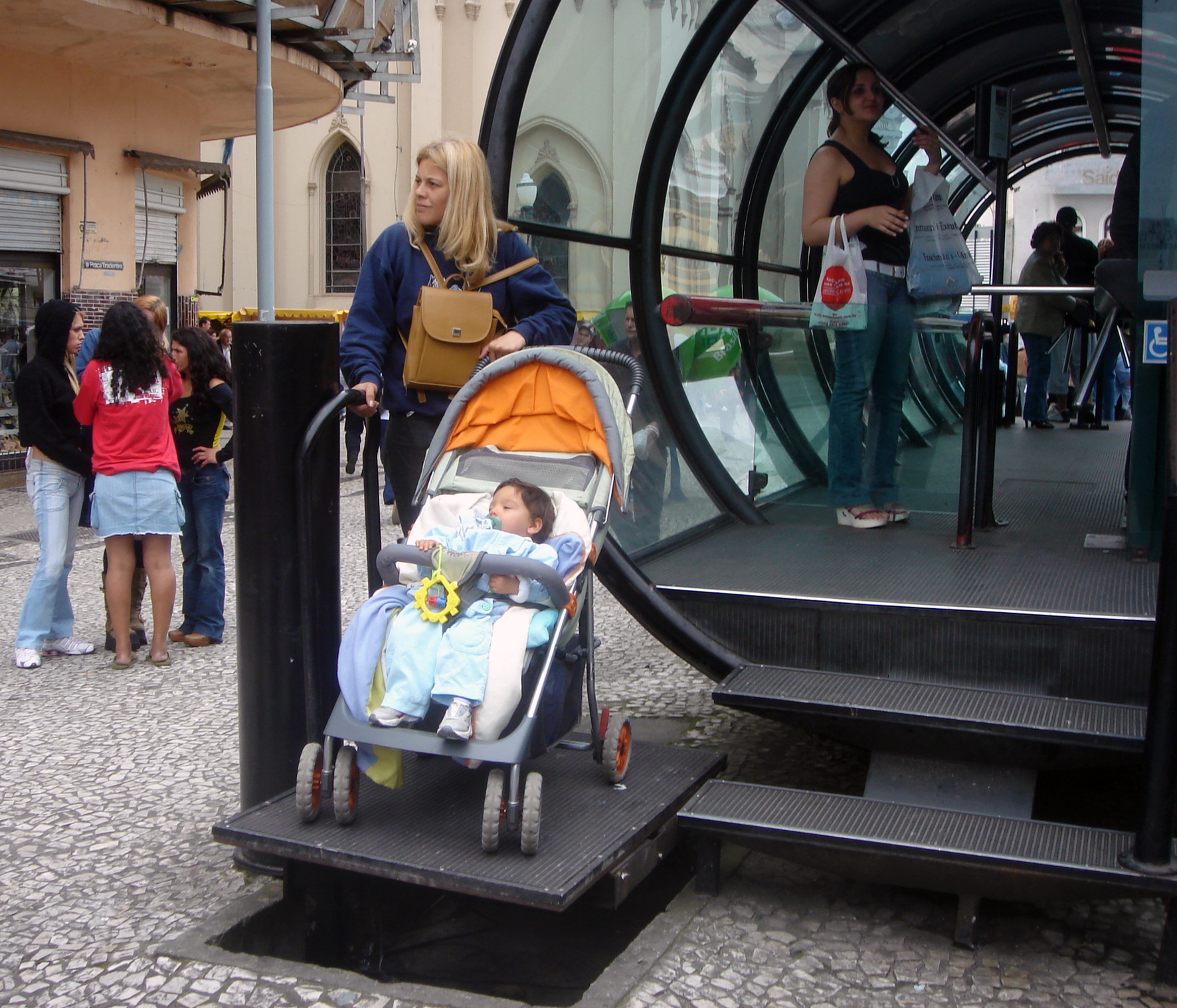
Las estaciones cuentan con accesibilidad universal.
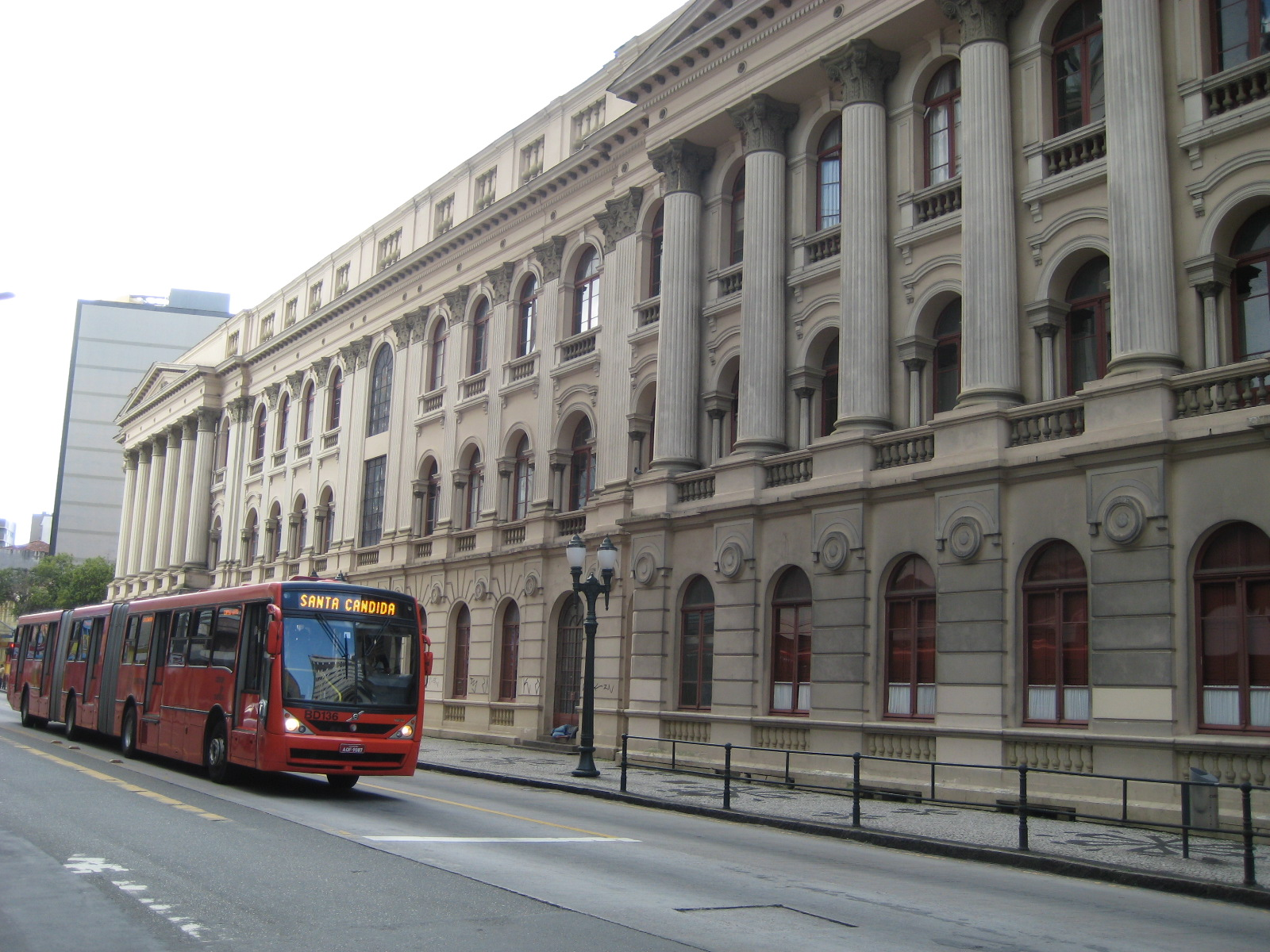
Autobús articulado en la RIT de Curitiba, Brasil.

## Desventajas
Los sistemas BTR, pese a tener carriles exclusivos segregados, pueden llegar a tener interferencia con el tráfico en intersecciones. Esto hace que se presenten eventos (como accidentes de tránsito, huelgas) que puedan llevar a que el sistema se detenga completamente. 
Los BTR son mucho menos costosos que los metros por el hecho de no requerir excavación, pero los BTR ocupan espacio en superficie. En los centros de las ciudades, donde existen muchas intersecciones y poco espacio disponible, los BTR tienen un impacto fuerte y sólo podrán operar a velocidades bajas. Hay que tener en cuenta que un BTR, por ser un servicio operado visualmente por conductores en vehículos con motores de combustión, se dificulta su implementación completa en corredores subterráneos.
Además los buses y las vías de los sistemas BTR tienen una menor Vida útil que los trenes y vías de los sistemas metro.
Los críticos de los BTR consideran que es un sistema de mediana capacidad y que no es comparable con los sistemas metro.
Un ejemplo utilizado para mostrar la desventaja es lo que pasó en la ciudad de Paraná, Argentina, dónde prestaron servicio durante un año en las líneas 6 y 22 pero finalmente debieron quitar de las calles a los BTR, ya que los consideraron "inviables" por varios inconvenientes que tuvieron mientras prestaban servicios.
Igualmente, es necesario resaltar el caso de METROLINEA en Bucaramanga, toda vez que el sistema BRT no fue compatible con la ciudadanía, no fue bien recibida por la misma, y aumentaba los inconvenientes de movilidad. La empresa Metrolínea se liquidará pronto, mientras entra en un periodo de transición, donde la Alcaldía evitará colapsar el transporte público de la ciudad. Se ha recomendado en reiteradas ocasiones implementar sistemas de metro en ciudades de Colombia, pero no se ha implementado por abanderar el sistema BRT.

## Crítica
Los sistemas BTR han sido ampliamente promovidos por Organizaciones no gubernamentales como la Fundación Rockefeller o su más grande promotor el ITDP (Instituto para el Desarrollo de Políticas para el Transporte), el cual tiene como consultor al dos veces alcalde de Bogotá Enrique Peñalosa, quien a su vez ha sido presidente de dicho organismo.
Financiado por compañías productoras de Buses como Volvo, el ITDP no solo creó un estándar para la implementación de sistemas BTR, sino que ha realizado intensas campañas de Lobby alrededor del mundo para convencer a los mandatarios locales de escoger sistemas BTR en vez de sistemas basados en trenes.

### Hacinamiento y baja calidad en el servicio

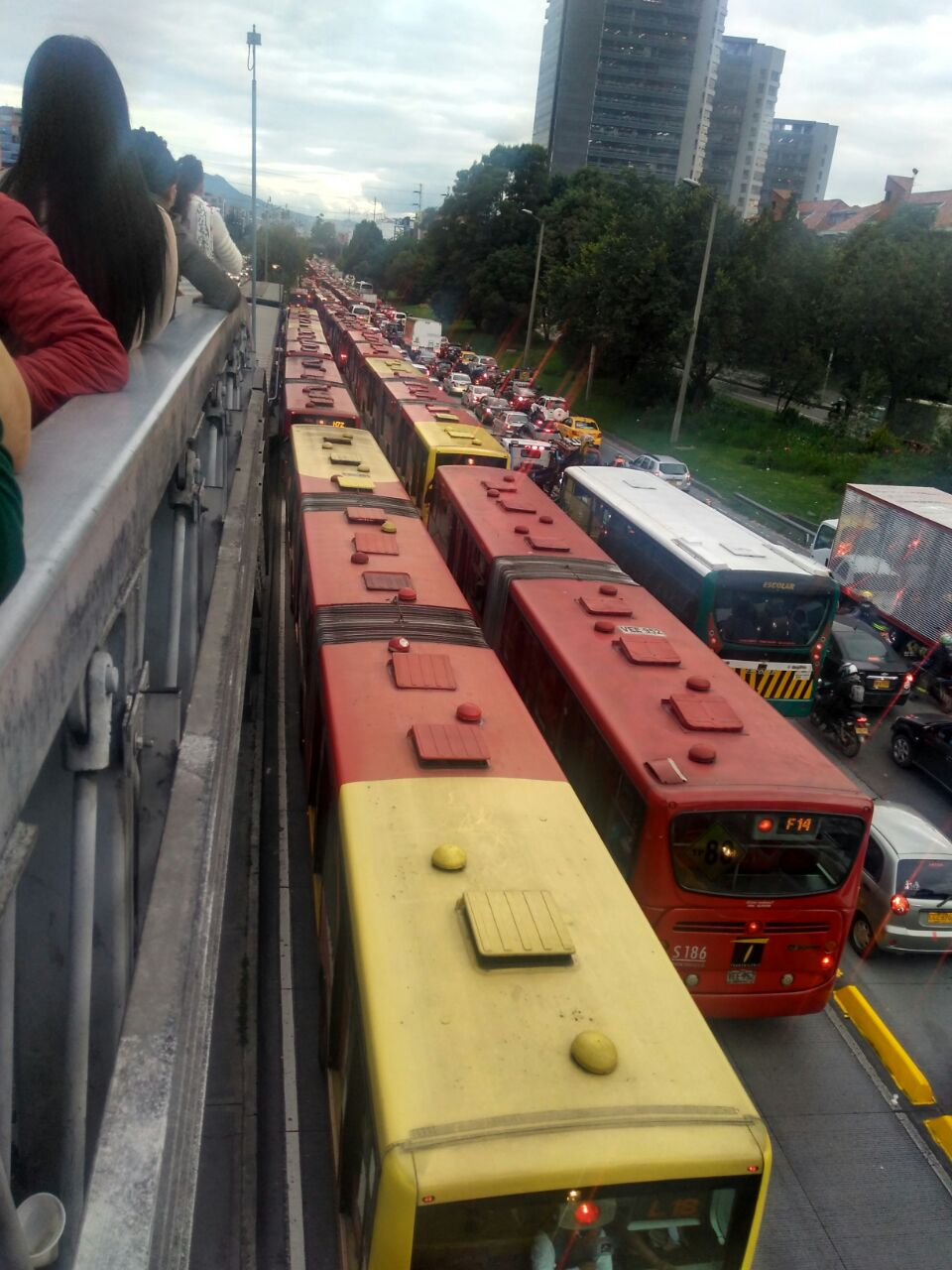
Congestión en el sistema TransMilenio

Muchos de los sistemas BTR están sufriendo de hacinamiento en buses y estaciones, así como de largos tiempos de espera. En Santiago de Chile el promedio del sistema es de 6 pasajeros por metro cuadrado, los usuarios han reportado días en que los buses tardan demasiado en llegar, y cuando lo hacen están tan llenos que la mayoría no puede ingresar al bus. El sistema cuenta con 15 % de aprobación de los usuarios y ha perdido un 27 % de sus pasajeros de los cuales la mayoría ha optado por movilizarse en automóvil.
En Bogotá el hacinamiento es aún peor, el promedio es de 8 pasajeros por metro cuadrado, la aceptación del sistema es muy baja, solo el 29 % se siente satisfecho con TransMilenio, además solo el 23 % de los ciudadanos esta de acuerdo con construir más troncales, mientras que 42 % opina que se debe construir un sistema metro. Varios casos de acoso sexual han sido reportados por las usuarias, según cifras de una encuesta de 2012 hecha por la secretaria de la mujer de 17 399 mujeres encuestadas el 64 % dicen haber sido víctimas de alguna agresión sexual en el transporte público, la situación es tan grave que el sistema incluso ha sido calificado como el más peligroso del mundo para las mujeres.
La mala calidad del servicio ha ocasionado un aumento en el número de carros y motos en la ciudad; la ciudadanía prefiere estos medios de transporte a usar el TransMilenio. Según datos oficiales, el número de carros aumentó de 666 000 en 2005 a 1 586 700 en 2016; el número de motos también está creciendo 660 000 fueron vendidas en Bogotá en 2013, dos veces más que el número de carros.
En Yakarta también han existido reportes de hacinamiento en buses y estaciones, baja frecuencia en las rutas, y varios reportes de acoso sexual. También han existido casos de buses que se queman solos. El servicio es tan malo que en 2015 el gobernador de Yakarta ofreció disculpas por la mala calidad del mismo.

### Fracasos

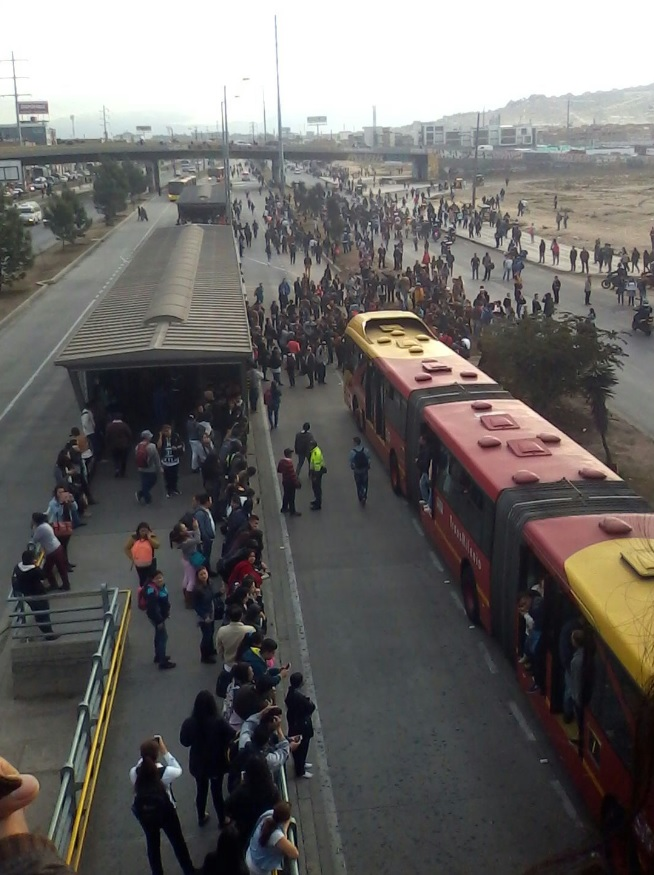
Protestas en la estación Terreros - Hospital C.V. el 12 de febrero del 2016.

Una de las principales críticas de los sistemas BTR es que no cumplen con la promesa de un flujo de pasajeros rápido y eficiente. El gran fiasco del BTR de Nueva Delhi y las crecientes protestas y disturbios en Bogotá crean dudas sobre la habilidad de los sistemas BTR para hacer frente a problemas como la congestión inducida por los carriles exclusivos. Las estaciones y buses llenos pueden quedarse cortos con la creciente demanda y puede darse la necesidad de reemplazarlos con sistemas férreos de alta capacidad.
La falta de permanencia de los sistemas BTR también ha sido criticada, algunos argumentan que los sistemas BTR pueden ser usados como excusa para construir vías para más tarde intentar convertirlas para uso de vehículos no BTR. Por ejemplo en Nueva Delhi, donde quitaron el BTR o en Aspen en Colorado, en donde los conductores están presionando al gobierno para que les permita usar el carril exclusivo.

## Autobuses de tránsito rápido por país

### América

#### Argentina
- Buenos Aires: Metrobús.

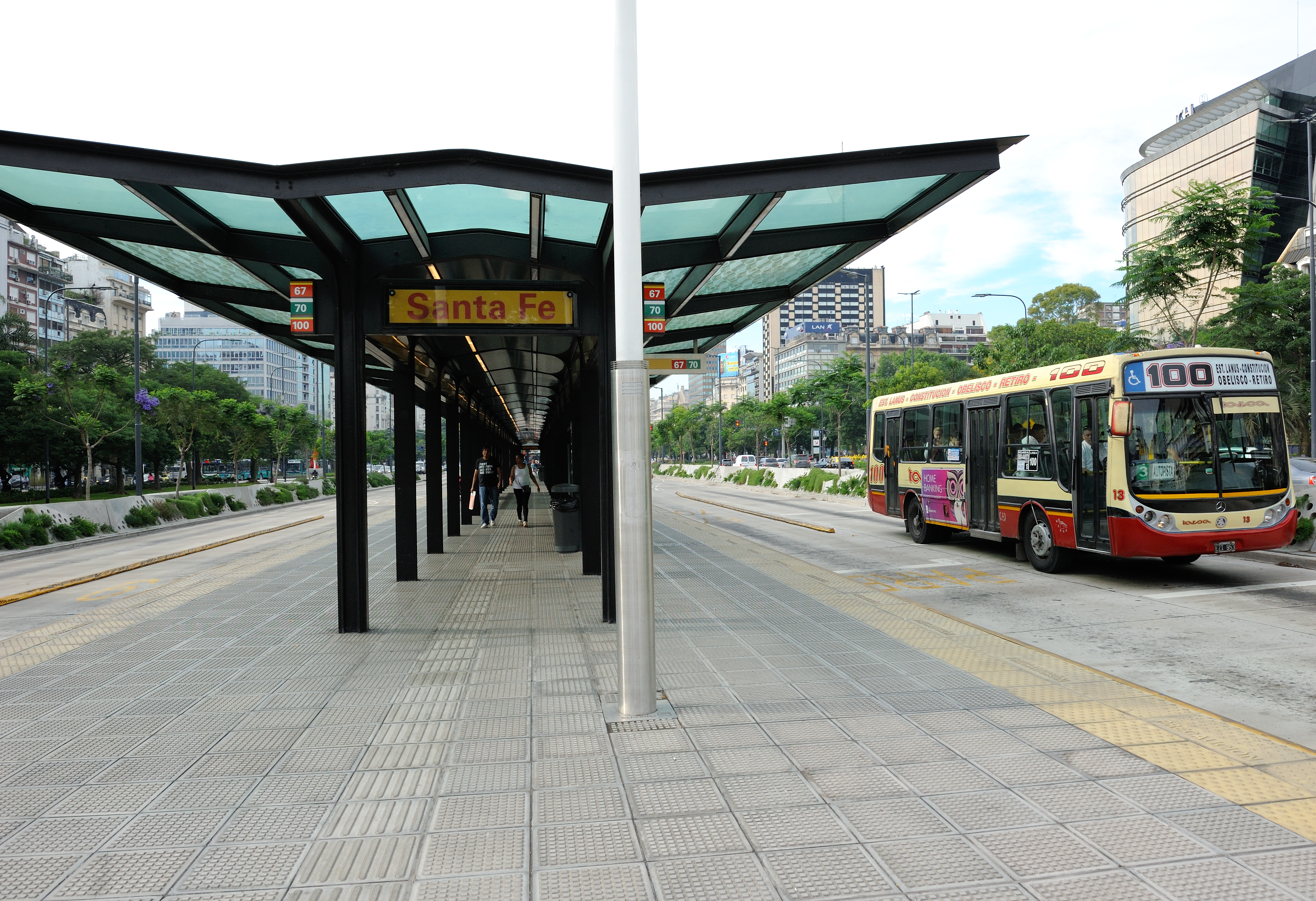
Corredor del Metrobús de Buenos Aires, en Argentina

- Rosario, provincia de Santa Fe: Metrobús[21]
- Córdoba (Argentina): solo bus Av. Sabattini.
- Posadas: Sistema Integrado de Transporte Misionero.[22]
- Partido de Quilmes, provincia de Buenos Aires: Metrobús Calchaquí
- Partido de Vicente López, provincia de Buenos Aires: Metrobús
- Partido de La Matanza, provincia de Buenos Aires: Metrobús La Matanza.
- Partido de Tres de Febrero y Partido de General San Martín, provincia de Buenos Aires: Metrobús Ruta 8
- Mar del Plata, provincia de Buenos Aires: Metrobús planificado[23]
- Santa Fe (ciudad de Argentina), provincia de Santa Fe *Metrobús (Santa Fe)

#### Bolivia
- Santa Cruz de la Sierra: Sistema de Buses de Tránsito Rápido de Santa Cruz de la Sierra.
- La Paz: La Paz Bus.
- El Alto: Wayna Bus

#### Brasil

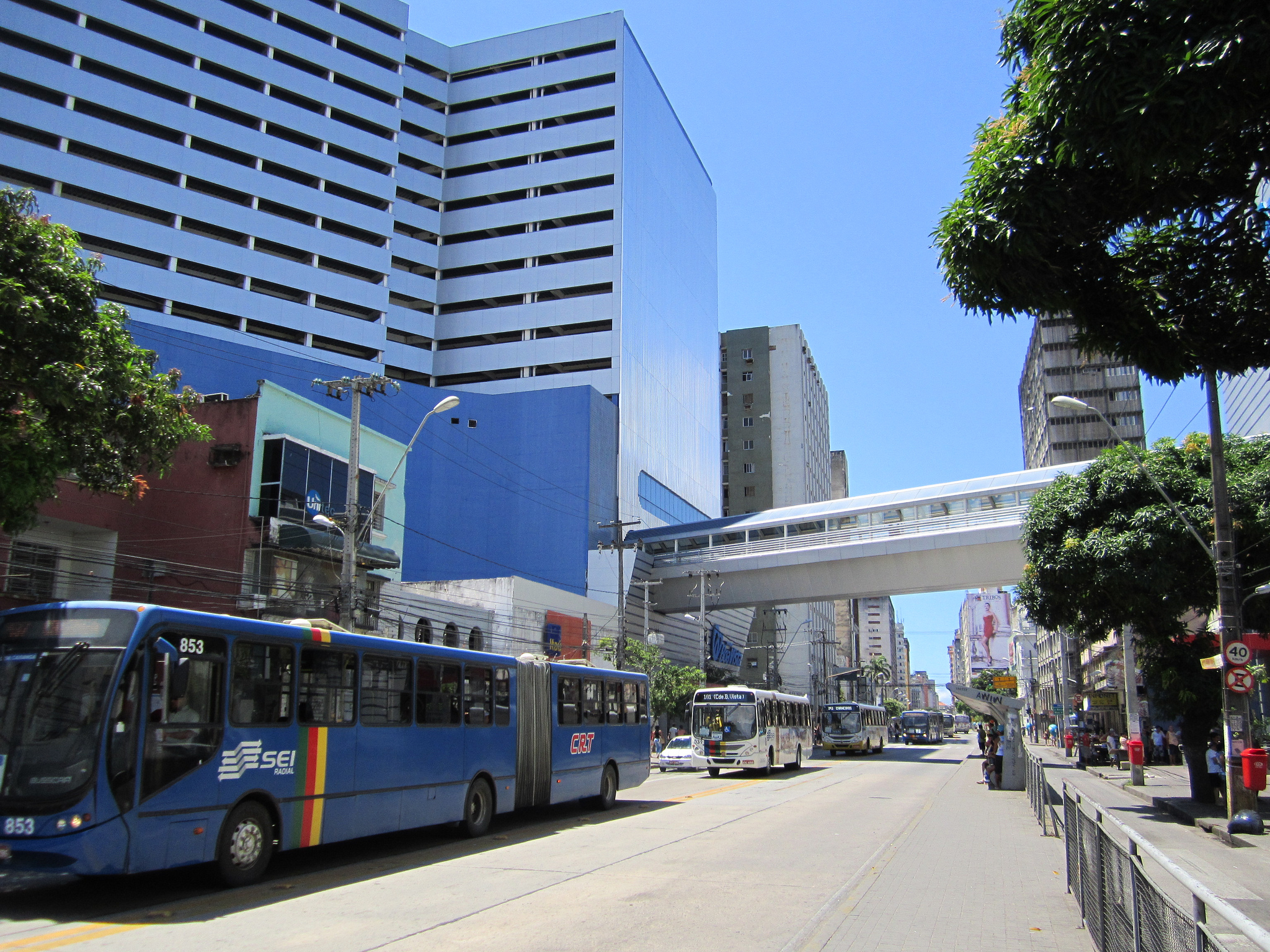
Corredor de Buses en Recife, Brasil.

- Aracajú: Sistema de Transporte Integrado
- Belo Horizonte: MOVE
- Brasilia: en construcción, programado para operar en 2010.
- Curitiba: Rede Integrada de Transporte (inspirado en la ENATRU de Lima)
- Goiânia: Metrobús
- Manaus
- Recife
- Río de Janeiro: TransCarioca
- Río de Janeiro: TransOeste
- Río de Janeiro: TransOlímpica
- Río de Janeiro: TransBrasil
- São Paulo: Corredor Pirituba-Lapa-Centro
- São Paulo: Corredor Rebouças
- São Paulo: Corredor Santo Amaro
- São Paulo, Diadema, Santo André e São Bernardo do Campo: Corredor ABD
- São Paulo: Expresso Tiradentes
- Uberlândia: Sistema de Transporte Integrado.

#### Canadá
- Calgary, Alberta[24] North Crosstown
- Gatineau, Quebec: STO Rapibus
- Montreal, Quebec: STM BRT[25]
- Municipalidad Regional de Halifax, Nueva Escocia: Metro Transit de Halifax, MetroLink[26]
- Municipalidad Regional de Waterloo: Grand River Transit iXpress
- Municipalidad Regional de York: Viva bus rapid transit[27]
- Ottawa, Ontario: OC Transpo Transitway
- Saint John, Nuevo Brunswick: ComeX[28]
- Vancouver, Columbia Británica: Líneas B 97, 98 y 99.

#### Chile

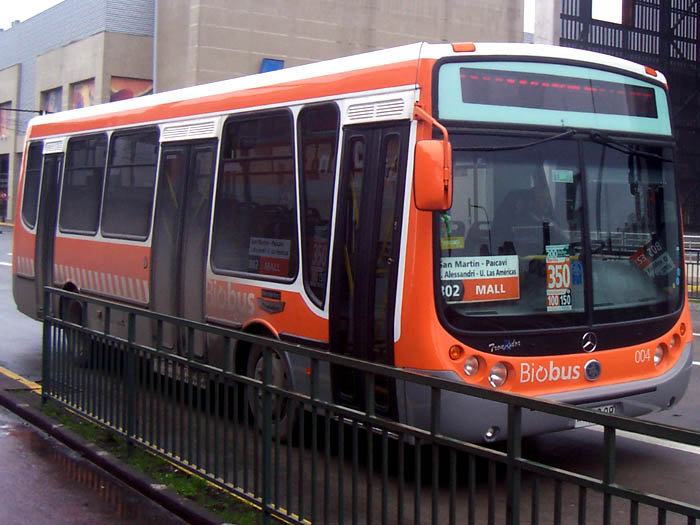
Autobús del sistema Biobús en Concepción.

- Santiago de Chile: Red Metropolitana de Movilidad.[29]
- Gran Concepción: Red Concepción de Movilidad.

#### 

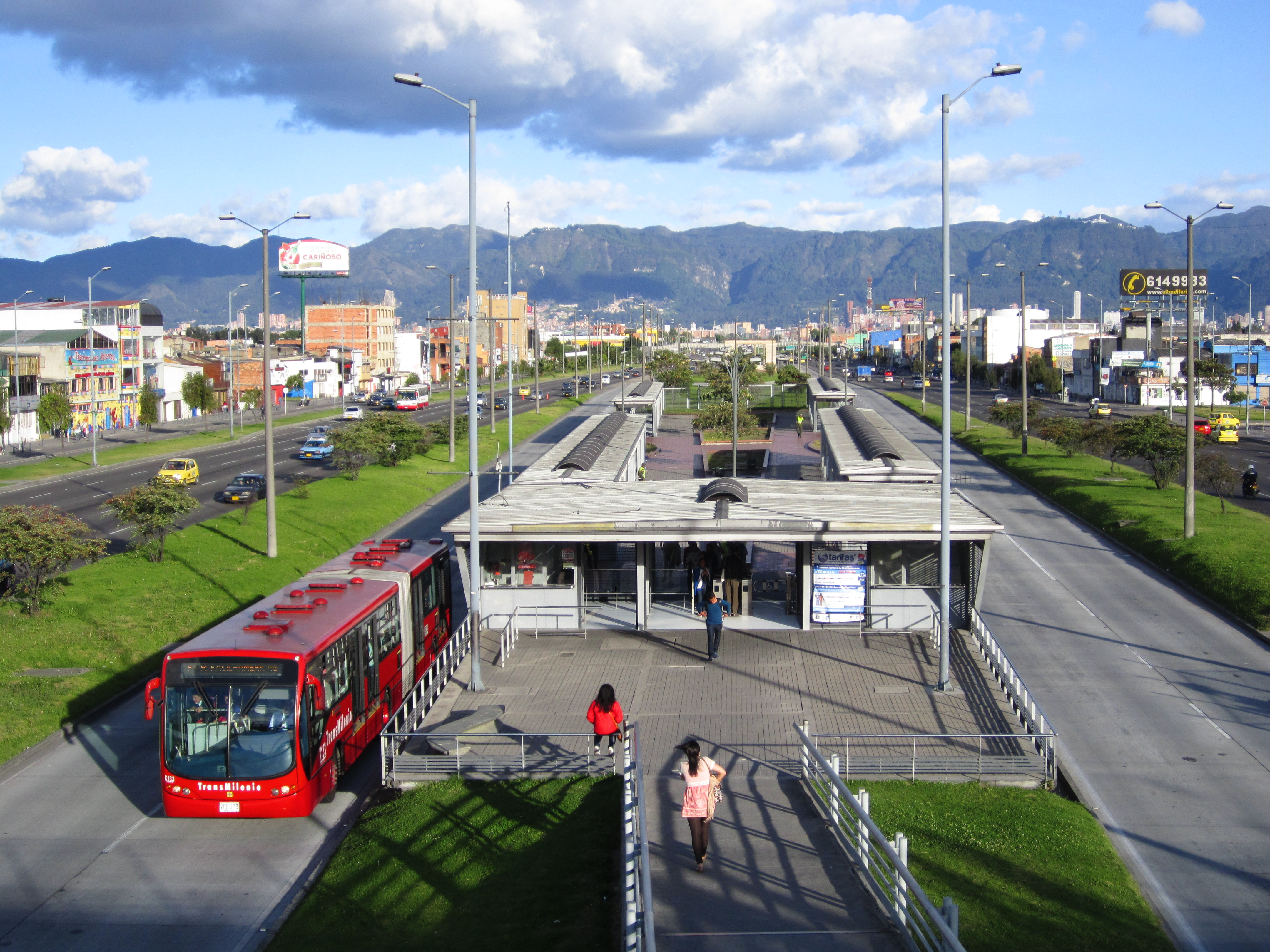
Autobús de TransMilenio en Bogotá, el sistema BRT más grande del mundo.

#### Colombia
- Barranquilla: TransMetro
- Bogotá: TransMilenio
- Bucaramanga: Metrolínea
- Cali: M.I.O.
- Cartagena de Indias: Transcaribe
- Cúcuta: Metrobús
- Ibagué: Transmusical
- Medellín: Metroplús
- Pereira: Megabús

#### Ecuador
- Quito: Sistema Metrobús-Q
- Guayaquil: Metrovía
- Cuenca: Sistema Integrado de Transporte (Línea 100, Línea 200)
- Loja: Sistema Intermodal de Transporte Urbano (SITU)

#### El Salvador
- San Salvador: SITRAMSS Sistema Integrado de Transporte del Área Metropolitana de San Salvador

#### Estados Unidos

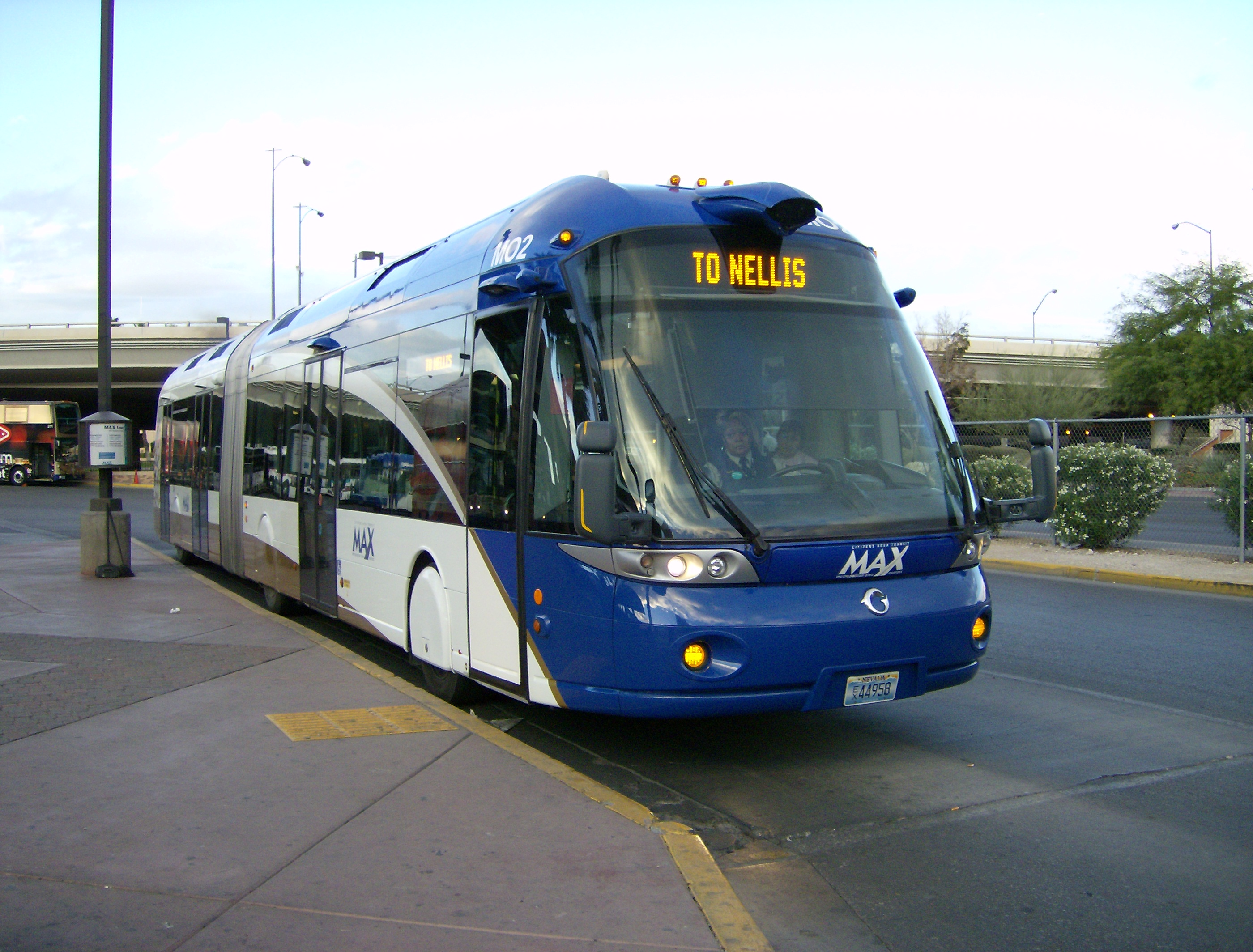
Irisbus Civis del sistema MAX en Las Vegas.

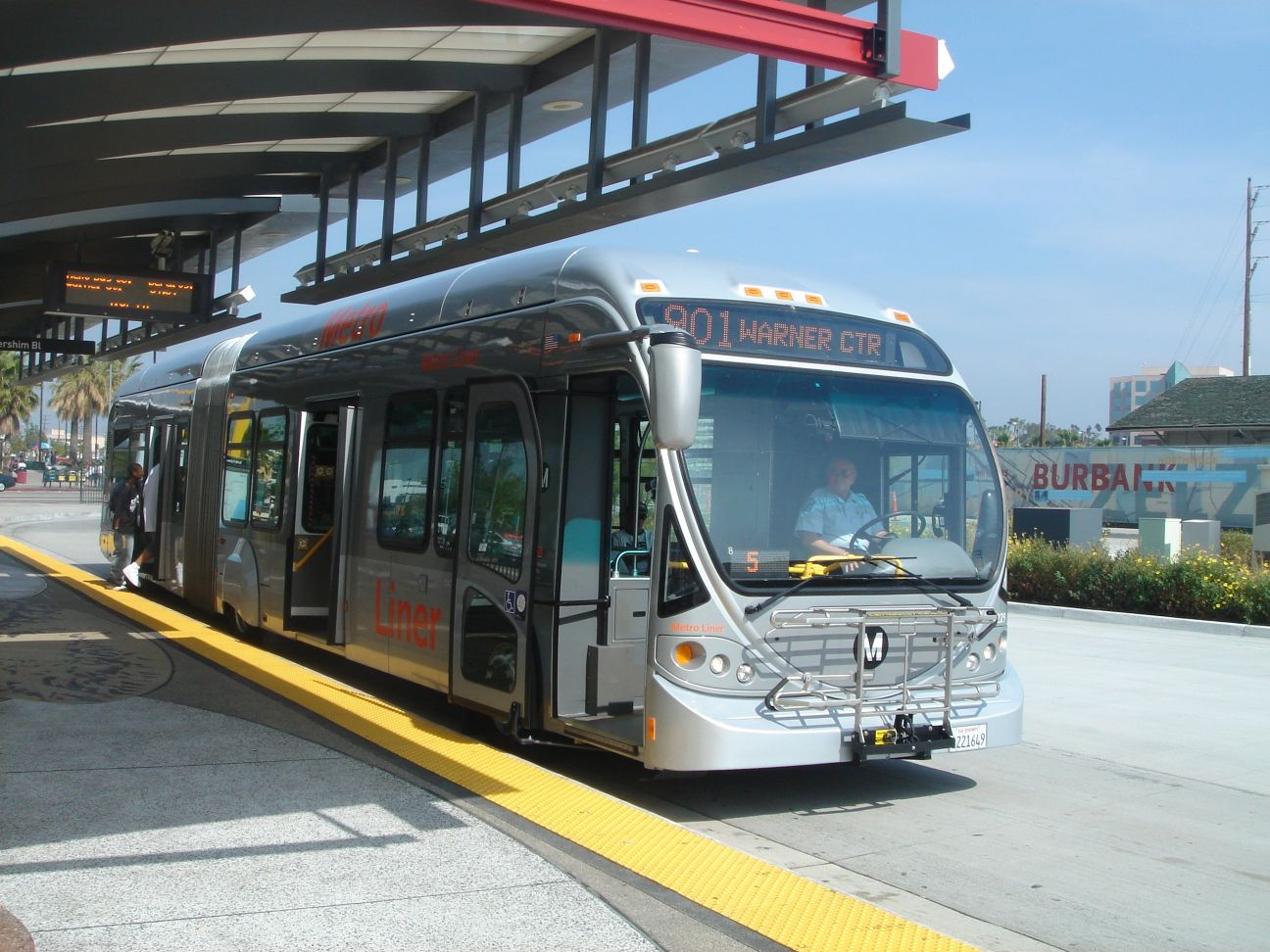
Autobús de la Línea Naranja en el Valle de San Fernando en Los Ángeles.

- Boston:  La línea plata de la Autoridad de Transporte de la Bahía de Massachusetts (MBTA)
- Chicago: CTA Bus line
- Houston, Texas:[30] METRORapid Silver Line
- Kansas City, Misuri: Metro Area Express (MAX)
- Las Vegas, Nevada: Metropolitan Area Express (Las Vegas)(MAX)[31]
- Los Ángeles: líneas G y J de la Autoridad de Transporte Metropolitano del Condado de Los Ángeles
- Miami, Florida: South Miami-Dade Busway[32]
- Minneapolis-St. Paul: University of Minnesota Transit[33]
- Nueva York: Select Bus Service[34]

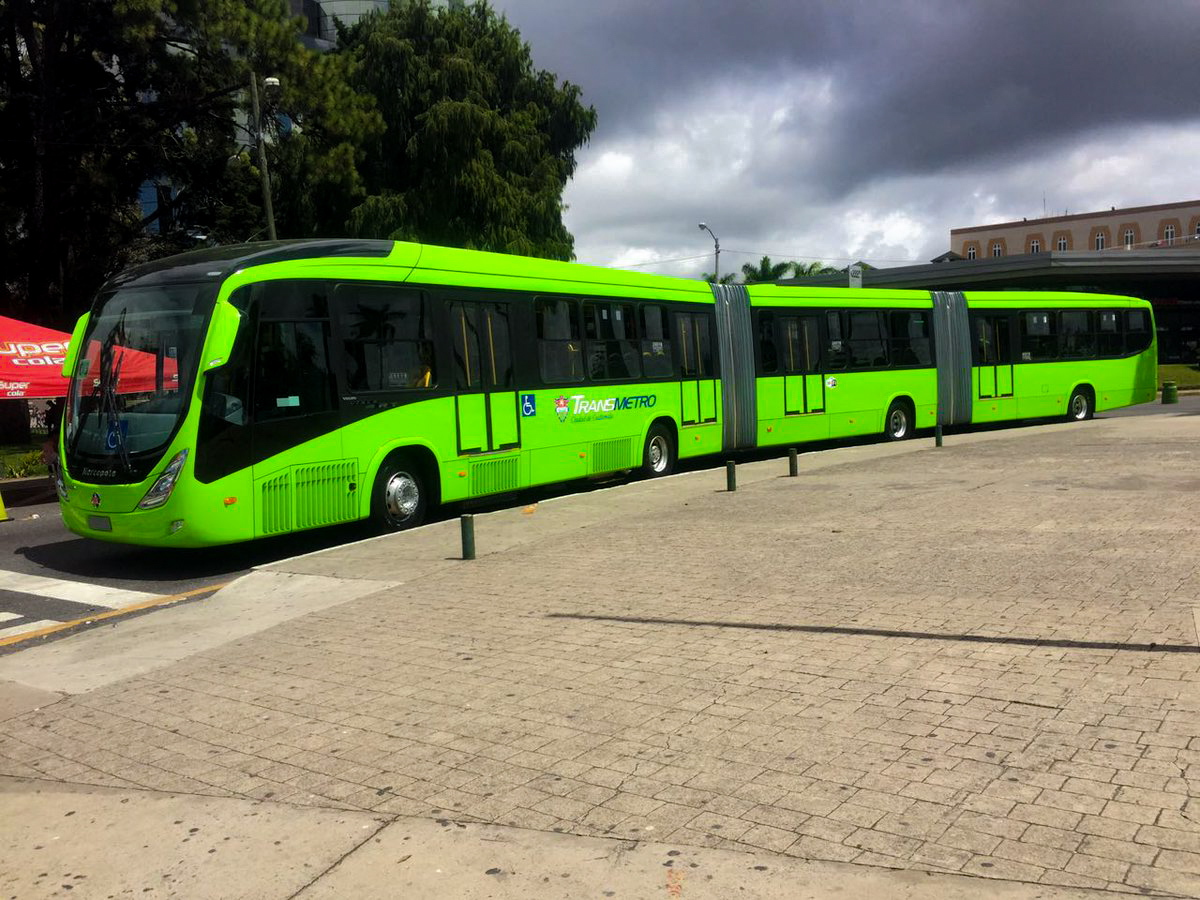
Unidad bi-articulada del Transmetro que sirve a la Ciudad de Guatemala y la Ciudad de Villa Nueva, Guatemala.

#### Guatemala
- Ciudad de Guatemala: Transmetro

#### Honduras
- Distrito Central: Metrobús Tegucigalpa -[35]
- San Pedro Sula: Metrosula[36]

#### México
- Acapulco: Acabús

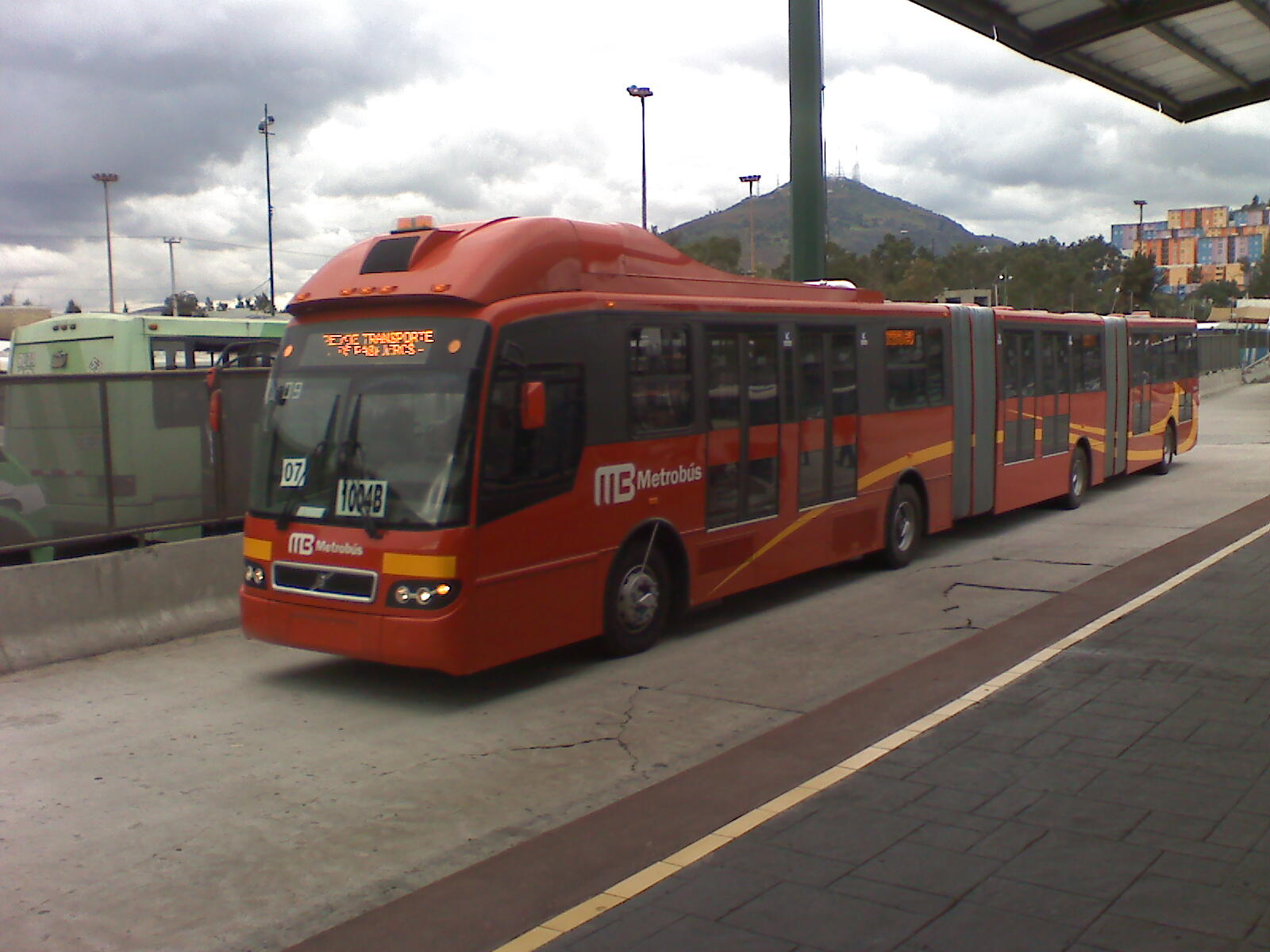
Metrobús de la Ciudad de México

- Campeche: Tren Ligero de Campeche (en construcción)(ART)
- Chihuahua:  Bowi
- Ciudad Juárez: BravoBús, Juárezbus[37] (en Operación)
- Culiacán: Metrobús (En proceso de licitación)
- Ciudad de México: Metrobús, Trolebús de la Ciudad de México
- Comarca Lagunera: Metrobús Laguna (en construcción)
- Córdoba Fortín: Red Café (Fase Planeación)
- Cuernavaca: Morebús (Cancelado,pero se tiene en proyectos pendientes)
- Estado de México: Mexibús
- Guadalajara: Mi Macro, SITREN, Troncal López Mateos
- León: Sistema Integrado de Transporte Optibús
- Mérida: Ie-Tram
- Mexicali: (Línea Express 1) (en operación desde el 2019)
- Monterrey: TransMetro, Ecovía
- Oaxaca de Juárez: SIT Oaxaca (en construcción)
- Pachuca: Tuzobús
- Puebla: Red Urbana de Transporte Articulado
- Querétaro: Qrobús (Dos Líneas)
- San Luis Potosí: Red Metro (en construcción)
- Tijuana:Sistema Integral de Transporte Tijuana (SITT) (en Operación)
- Tampico: Metrobús (en construcción)
- Tuxtla Gutiérrez: Conejobus (Cerrado)
- Villahermosa: Sistemas Transbus - Transmetropolitano
- Xalapa: Metrobús (Cambio de proyecto)
- Zacatecas: Platabus (en construcción)[38]

#### Panamá
- Panamá: Metrobús - aunque se llama "Metrobús", no es un sistema de BRT sino un autobús urbano moderno regular

#### Paraguay
- Asunción: Metrobús Pya'e Porã (cancelado)

#### Perú

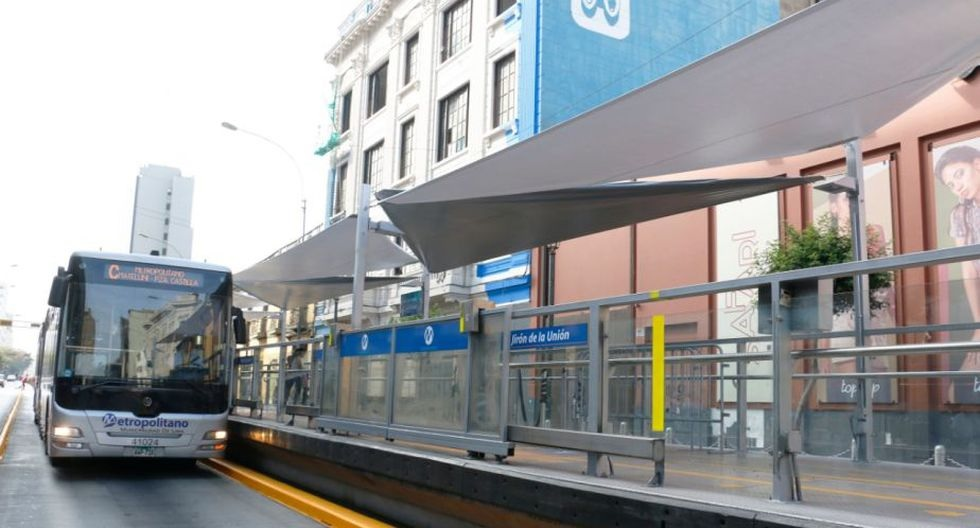
Autobús del Metropolitano en Lima, Perú

- Lima: Metropolitano: COSAC I (Chimpu Ocllo - Matellini)
- Trujillo: Sistema Integrado de Transporte de Trujillo: Corredor Norte Sur (proyecto)
- Arequipa: Sistema Integrado de Transporte de Arequipa (en fase pre operativa)
- Piura: Sistema de Transporte Masivo de Piura (proyecto)
- Huamanga: Sistema de Transporte Masivo de Huamanga (proyecto)
- Juliaca: Sistema de Transporte Masivo de Juliaca (proyecto)
- A nivel nacional: ENATRU (desde 1976 hasta 1992, inspiración inicial)

#### Puerto Rico
- San Juan: Metro Urbano (en construcción)

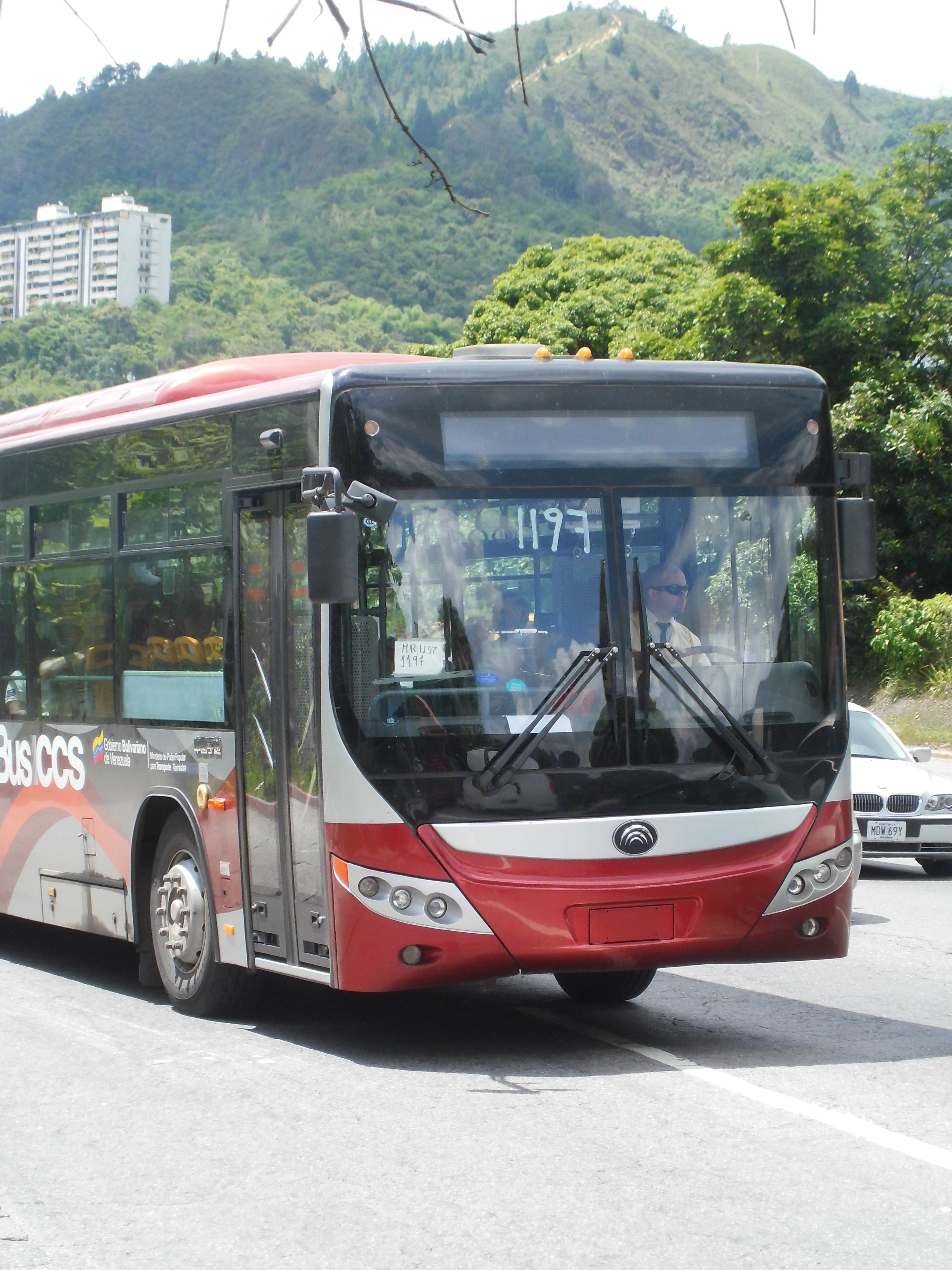
Bus Caracas

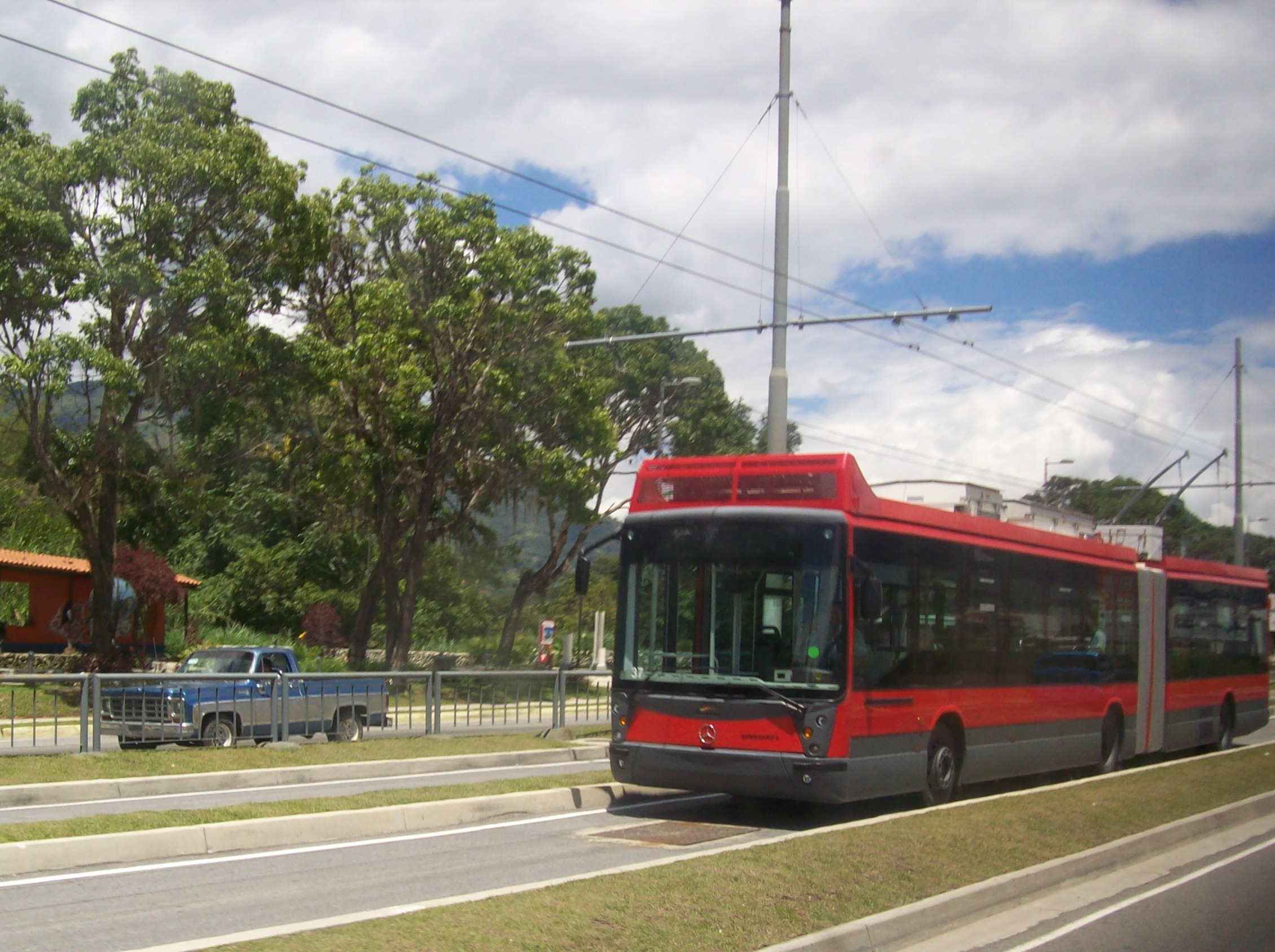
Trolebús Mérida

#### Venezuela
- Bus CaracasTrolebús MéridaBarquisimeto: Transbarca
- Caracas: BusCaracas
- Ciudad Guayana: TransBolívar
- Gran Barcelona: TransAnzoátegui
- Maracaibo: TransMaracaibo
- Maracay: TransMaracay
- Mérida: Trolmérida

### Europa

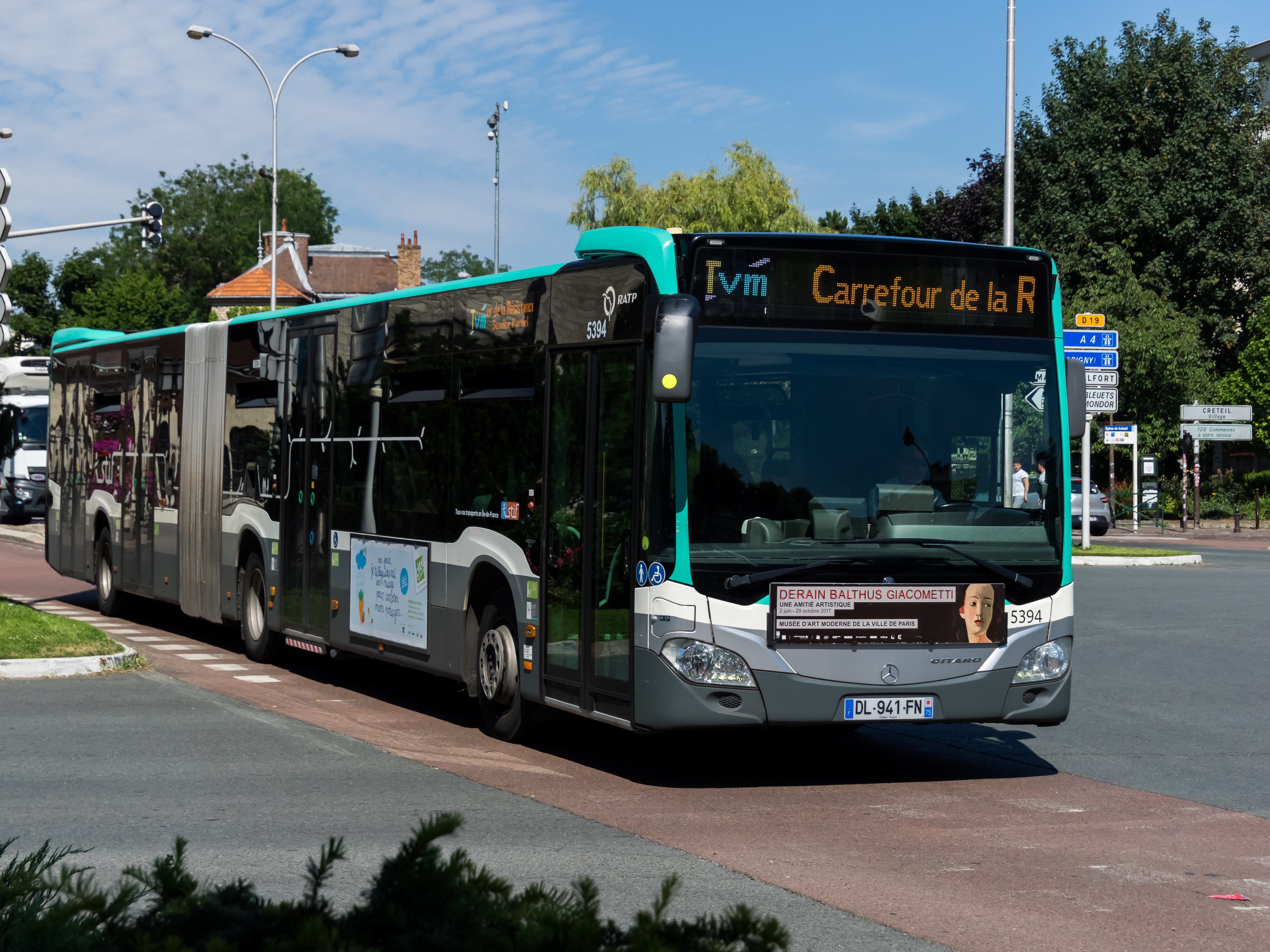
TVM de París.

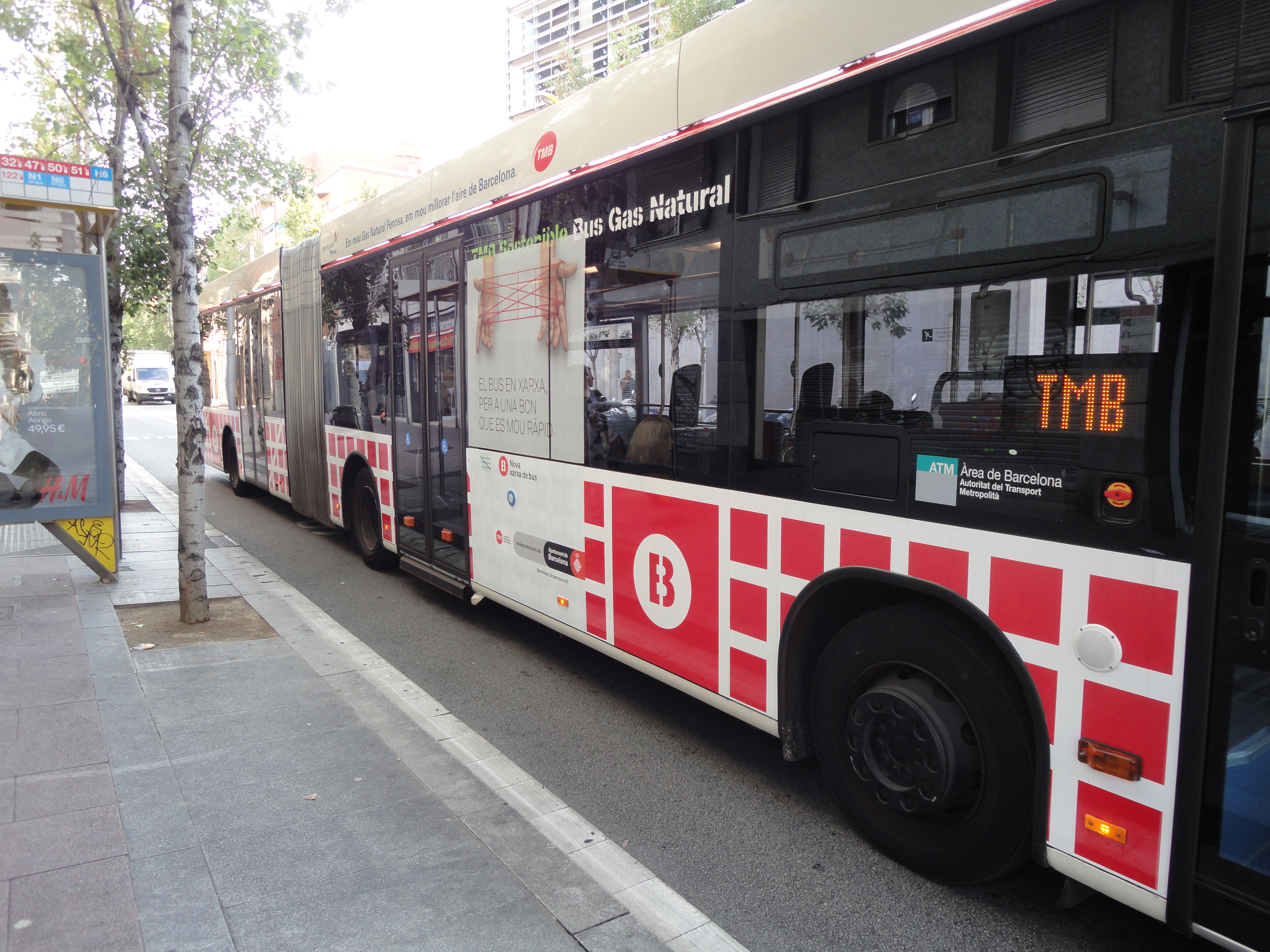
Bus de la Red Ortogonal de Barcelona.

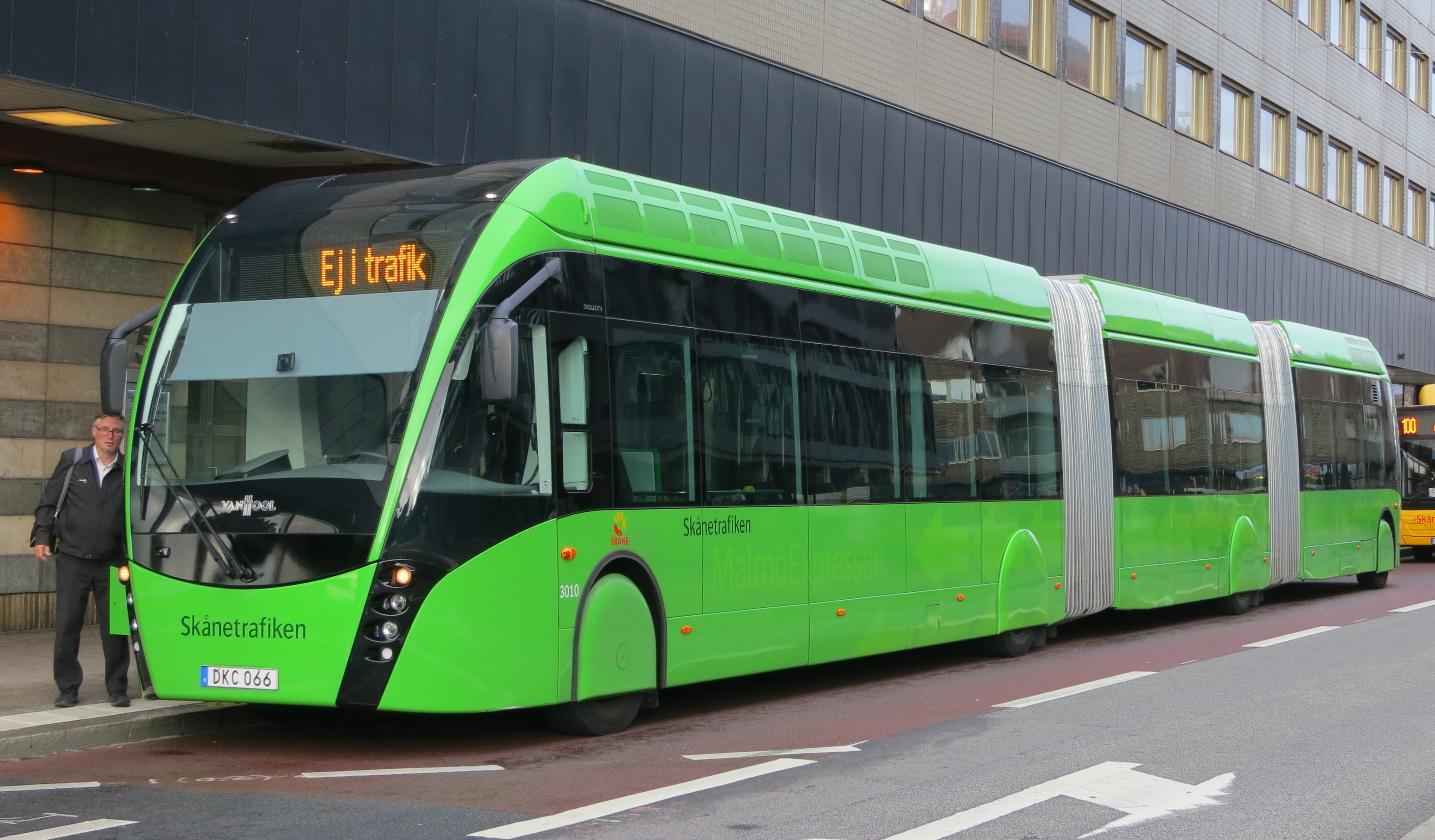
Un autobús biarticulado moderno en Malmö (Suecia).

#### España
- Barcelona: Red Ortogonal de Autobuses de Barcelona, bus metropolitano de la AMB y Exprés.cat
- Bilbao: Bilbobus
- Madrid: EMT
- Sevilla: TUSSAM
- Las Palmas de Gran Canaria: "MetroGuagua" (en construcción)
- Vitoria: "BEI" ("Bus Eléctrico Inteligente")
- Pamplona: Red Troncal del Transporte Urbano Comarcal

#### Finlandia
- Helsinki: Bussi-Jokeri[39]
- Tampere
- Turku

#### Francia
- Douai[40]
- Estrasburgo: CTS de Estrasburgo, complemento del Tranvía de Estrasburgo[41]
- Évry, Essonne[42]
- Metz, Mettis
- Nancy: STAN[43]
- Nantes: BusWay y eBusWay, complemento del Tranvía de Nantes.
- Niza: «Ligne d'azur»[44]
- París: TVM, un complemento del Metro de París.
- Reims: Línea «H»
- Rennes: «Le STAR : servicio de bus y metro de Rennes Métropole»[45]
- Ruan: «TEOR»[46]

#### Italia
- Rimini-Riccione: Metromare

#### Países Bajos
- Almere: MAXX Almere
- Eindhoven[47]
- Schiphol: Zuidtangent

#### Reino Unido
- Bradford, Inglaterra
- Crawley, Inglaterra: Crawley Fastway

#### Suecia
- Gotemburgo, Suecia
- Malmö, Suecia: MalmöExpressen

#### Turquía
- Estambul: Metrobús

### Asia

#### China

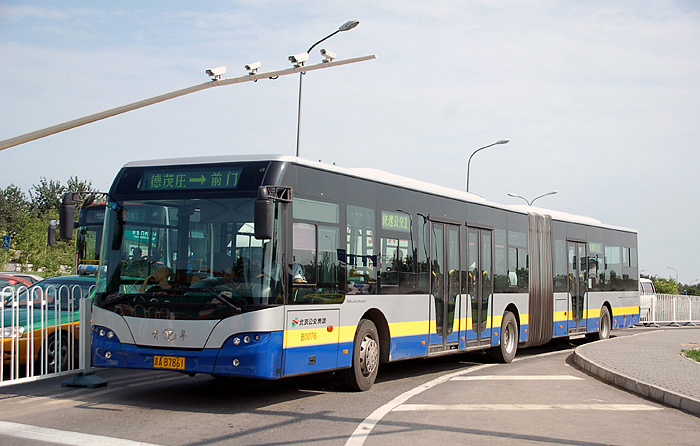
Autobús articulado de la Línea 1 de Pekín

- Cantón
- Changzhou
- Chongqing
- Dalian
- Hangzhou
- Kunming
- Pekín: PekínBus Rapid Transit[48]
- Shenzhen
- Wuxi
- Xiamen[49]

#### India

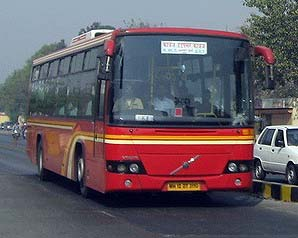
Pune fue la primera ciudad en la India en operar un sistema BTR.

- Ahmedabad[50]
- Bombay
- Goa
- Indore
- Nueva Delhi[51]
- Pune: Pune Bus Rapid Transit

#### Indonesia
- Yakarta: TransJakarta

#### Pakistán
- Lahore: MetroBus
- Islamabad: Metro Bus

### África

#### Marruecos
- Marrakech, Marruecos: ALSA BTR en funcionamiento desde 2015.

#### Nigeria
- Lagos, Nigeria: Lagbus fue el primer BTR en África y el único en funcionamiento hasta 2009.

#### Sudáfrica
- Johannesburgo: Rea Vaya (entró en funcionamiento para el mundial de fútbol del 2010).

### Oceanía

#### Australia
- Adelaida: O-Bahn Busway

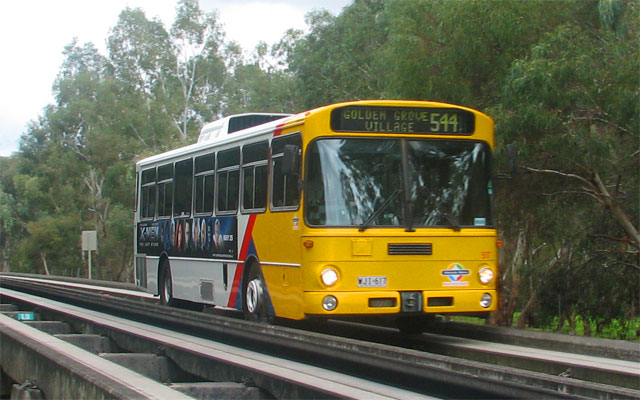
Autobús del O-Bahn guide-way, Adelaida, Australia.

- Brisbane: South-East Busway, Inner Northern Busway, Northern Busway, Eastern Busway y Boggo Road Busway
- Perth: Causeway (East Perth-Victoria Park)
- Sídney: Liverpool-Parramatta T-way, North-West T-way y Corredor M2 Bus.

#### Nueva Zelanda
- Auckland: Northern Busway

### Empresas fabricantes de vehículos BTR
- DINA
- Volvo
- Mercedes Benz
- MASA
- Hyundai
- Scania
- Yutong
- Higer
- BlueBird
- Volkswagen MAN
- MODASA Motores Andinos

## Software para BRT's
- Goal Systems - Bus Rapid Transit Planning and Scheduling